# ジャスタウェイ
ジャスタウェイ（欧字名:Just a Way、2009年3月8日 - ）は、日本の競走馬、種牡馬。
2014年度ワールド・ベスト・レースホース・ランキングにおいて日本調教馬として史上初めて同ランキング単独1位となり、｢世界一」の競走馬となった。同年のワールドベストレースホース、JRA賞最優秀4歳牡馬である。

## 概要
2009年に北海道浦河町にて誕生、社台コーポレーション白老ファームによって生産された父ハーツクライの牡馬である。2010年のセレクトセールに上場し、アニメ脚本家である大和屋暁が馬主となり、大和屋が携わったアニメ『銀魂』の中に登場するアイテム名を授けられた。中央競馬（JRA）の栗東トレーニングセンターに所属する調教師の須貝尚介に管理されて2011年、2歳夏に競走馬としてデビューした。
新馬戦優勝後、重賞で好走するも敗北が続いていたが翌2012年春のアーリントンカップ（GIII）を優勝して2勝目を挙げ、重賞初勝利を果たした。しかしその後は重賞で好走するも勝ちきれず、今度は1年以上もの間勝利から遠ざかった。特に2013年夏のエプソムカップ（GIII）から関屋記念（GIII）、そして秋の毎日王冠（GII）の3連戦はすべて2着だった。しかし続く天皇賞（秋）（GI）にて牝馬三冠のジェンティルドンナや東京優駿（日本ダービー）優勝のエイシンフラッシュなどを下してGI初勝利並びに天皇賞戴冠を果たした。
翌2014年の中山記念（GII）で重賞3勝目を挙げ、3月にはドバイ遠征を敢行。参戦したドバイデューティフリー（GⅠ）にて南アフリカの無敗馬ウェルキンゲトリクスなど2着以下に6馬身以上の差をつけて優勝。この圧勝劇は、この年の「ワールドベストレースホースランキング」で最高の評価を得るに至った。さらには帰国初戦となった6月の安田記念（GI）ではグランプリボスとの接戦を制しGI級競走3勝目を挙げた。その後は実績のない長距離GIに挑戦、フランスの凱旋門賞（GⅠ）やジャパンカップ（GI）、有馬記念（GI）に出走し、このうちジャパンカップや有馬記念では上位に食い込んだ。有馬記念を最後に引退。日本とドバイ、フランスの三か国で出走し22戦6勝、約9億円の賞金を獲得した。
引退後は種牡馬となり、重賞優勝産駒を輩出。2020年ホープフルステークス（GI）を優勝し同年のJRA賞最優秀2歳牡馬となったダノンザキッド（母父:ダンシリ）や2021年JBCレディスクラシック（JpnI）を優勝したテオレーマ（母父:シーザスターズ）、さらには2019年のクラシック三冠すべてで善戦したヴェロックス（母父:モンズーン）などの父として知られる。

## デビューまで

### 誕生までの経緯

#### シビル
シビル（ジャスタウェイの母）は、1999年に白老ファームで生産された牝馬(持込馬)である。父ワイルドアゲイン、母
シャロン。母であるシャロンはアメリカで競走馬としてデビューし、1990年のコーチングクラブアメリカンオークス（G1）等重賞5勝を挙げた。半兄妹には日本に輸入されて外国産馬として中央競馬で活躍したトーヨーレインボーやエターナルビートがいる。引退後のシャロンはアメリカで繁殖牝馬として繋養されたのち、1998年に日本に輸入され、北海道白老町の白老ファームに繋養された。第1回ブリーダーズカップクラシックを制した種牡馬ワイルドアゲインとの仔を受胎した状態での輸入であり、そうして生まれたのがシビルである。
シビルは2002年に栗東トレーニングセンターの宮徹厩舎から競走馬となったが、5戦して未勝利のまま引退。引退後は白老ファームで繁殖牝馬となる。初年度となる2005年は生後直死に見舞われたが、翌2006年に初仔となる牝馬（父:サクラバクシンオー）を出産。初仔は2006年のセレクトセールにて1050万円で取引されて「スカイノダン」という名で競走馬となり、スプリント戦線で活躍。2010年の北九州記念（GIII）ではメリッサに半馬身差の2着となり、続くセントウルステークス（GII）では1番人気を背負ったこともあった（6着） 。
シビルは続いて父フジキセキの2番仔、父スペシャルウィークの3番仔を産み落とし、2008年にハーツクライと交配して受胎し、翌2009年に後のジャスタウェイである4番仔を産み落とした。翌2010年にはゴールドアリュールとの交配で出来た5番仔も出産したが、ジャスタウェイの活躍を見る事なく同年に結腸捻転で急死。ジャスタウェイが大成した頃には現役及びデビュー前の弟妹は存在しなかった。

#### ハーツクライ

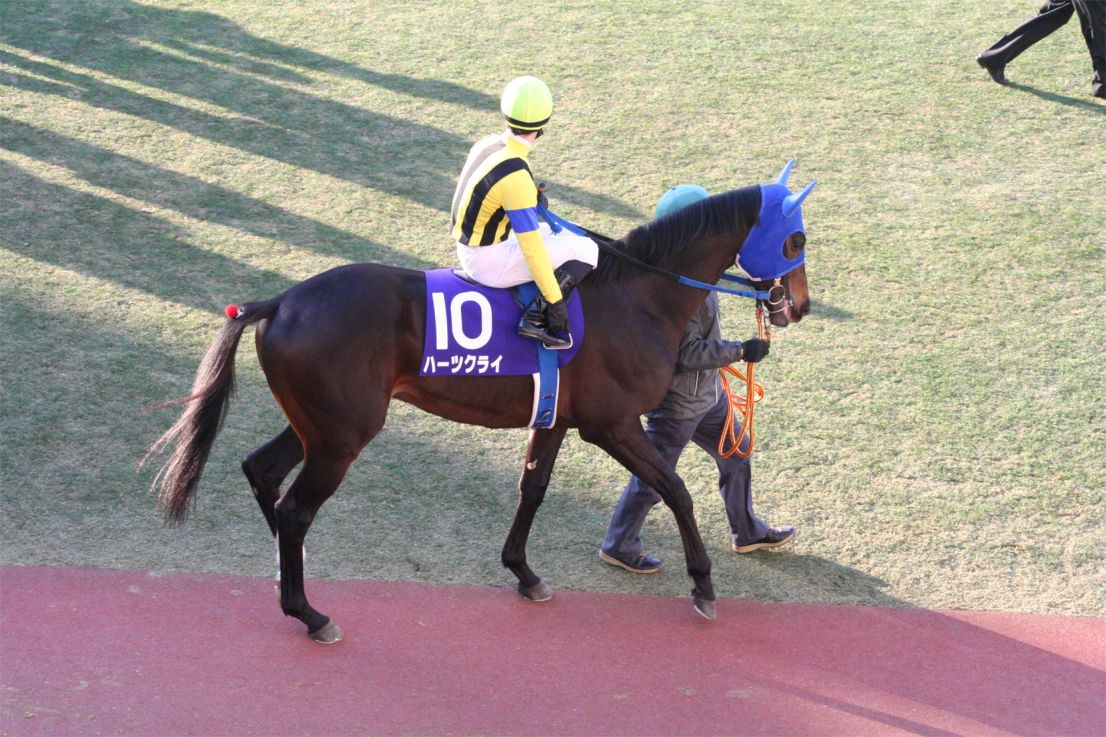
ハーツクライ

ハーツクライ（ジャスタウェイの父）は、2001年に北海道千歳市の社台ファームで生産された。父サンデーサイレンス、母アイリッシュダンス、母父トニービン。社台レースホース所有のもとで走り、2005年の有馬記念でディープインパクトを破って優勝。2006年のドバイシーマクラシックで優勝するなど、生涯19戦5勝を挙げた。2007年より北海道安平町の社台スタリオンステーションで種牡馬として供用された。ジャスタウェイは供用2年目となる2009年度産の産駒にあたる。

### 幼駒時代

#### 牧場時代
2009年3月8日、北海道浦河町にてハーツクライの2年目産駒でシビルの4番仔となる鹿毛の牡馬（後のジャスタウェイ）が誕生する。生産者名義は白老町の社台コーポレーション白老ファーム。白老で離乳までの初期育成を、早来ファームで中期育成、ノーザンファーム空港牧場で後期育成された。早来ファームの育成主任は「多くのハーツクライ産駒がそうであるように、この馬もトニービンの特徴がよく表現された馬でした」と回顧し、独特の柔らかさがあるゆえに晩成型であると捉えていた。

#### 馬主

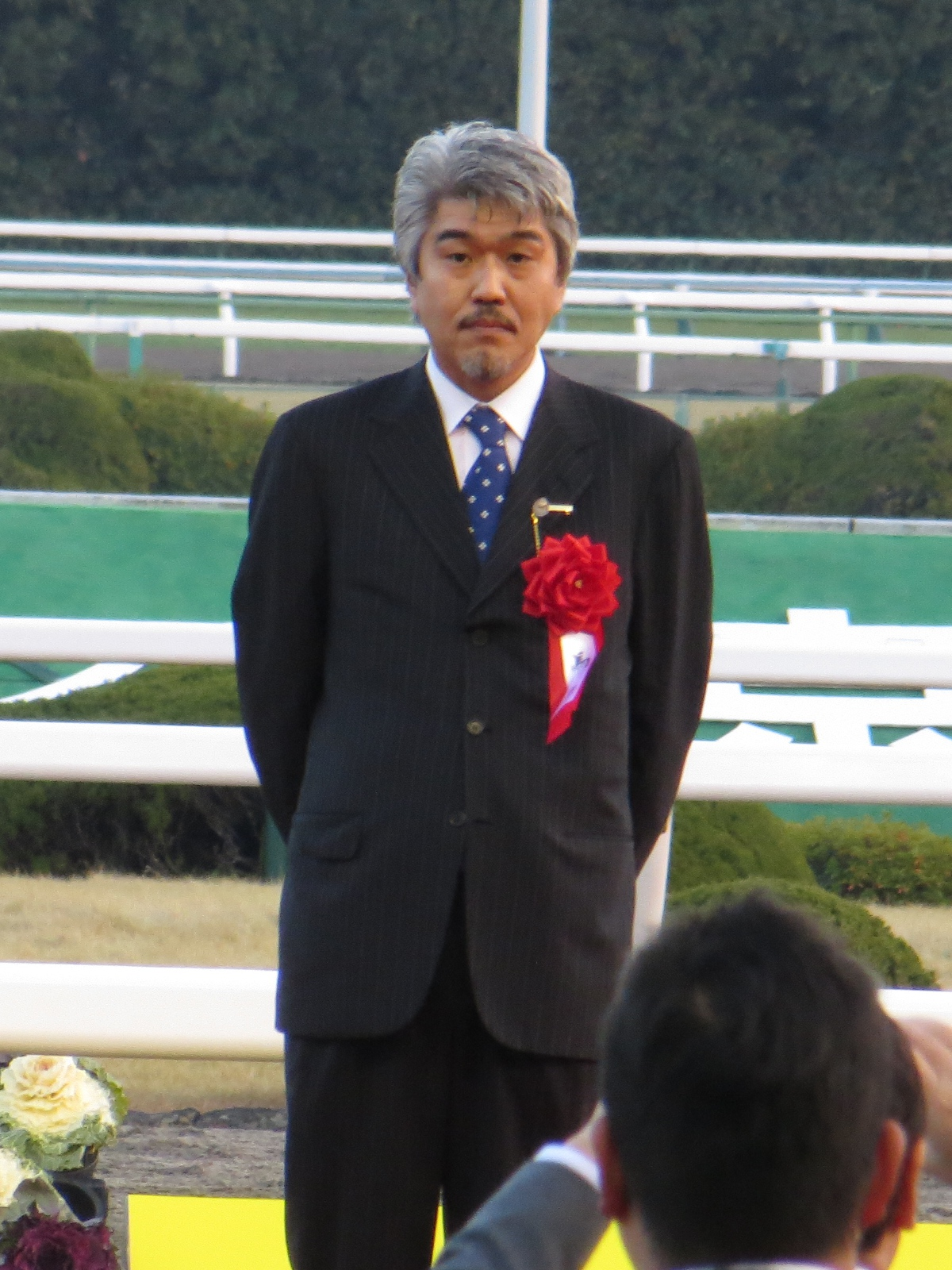
大和屋暁

馬主の大和屋暁は、主にアニメーションを中心に活躍している脚本家である。一口馬主として社台サラブレッドクラブに入会し、2頭目の出資馬がハーツクライだった。ドバイシーマクラシックでは現地で勝利を見届けて表彰式にも参加し、続くイギリスにも応援に出向いていた。ハーツクライは喘鳴症により突然の引退を余儀なくされたが、引退後に行われたパーティーの壇上に立った大和屋は馬主になりハーツクライの仔で無念を晴らすことを公に宣言。それからまもなく社台レースホースの後押しを受けて馬主登録を申請し、受理された。
続いてハーツクライの仔の所有を目指した。競馬サークルに伝手のない大和屋はハーツクライ引退直後の2007年からセレクトセールに参加していたが初年度は金銭感覚の違いに怖気づいて入札すらできず、翌2008年は入札こそできたが落札には至らなかった。ハーツクライの初年度産駒が登場した2009年、大和屋はハーツクライの初年度産駒すべてにとりあえず入札する戦法を取り、1700万円でハーツクライ産駒「シアトルデライターの2008」を落札したが、同馬は翌2010年1月に心臓発作で死亡した。
しかし大和屋は挫けず、同年にも再び参戦して「シビルの4番仔」と巡り会った。この年は最低落札価格が2000万円以下のハーツクライ産駒に片っ端から入札しており、「シビルの4番仔」も最低落札価格の1000万円から入札。価格はそれほど高騰せず、1200万円で大和屋が落札した。このとき大和屋は外向という懸念要素を全く見落としたまま落札してしまっていた。
落札直後に大和屋は、生産者である白老ファーム統括の角田修也に挨拶に赴いた。その際に角田から「知っている調教師はいるんですか」と問われた大和屋は「いません、紹介してください」と答えた。そのとき栗東の調教師である須貝尚介が通りがかったのに気が付いた角田は須貝に連絡し、大和屋を紹介した。「シビルの4番仔」は須貝の管理馬となり、大和屋の2番目に所有した馬で、最初にデビューする競走馬となった。
最初の競走馬に対し大和屋は「ジャスタウェイ」という競走馬名を与えた。綴りは「Just a Way」で意味は「その道」で申請したが、実際には自身が脚本を務めたアニメ『銀魂』のキャラクター「ジャスタウェイ」に絡ませた命名だった。

## 競走馬時代

### 2-3歳（2011-12年）
7月23日、新潟競馬場の新馬戦（芝1600メートル）でデビュー。直前にはゲート練習に注力していたため体の動きが硬く、坂路調教でも動いていなかったため当日は16頭中4番人気に。スタートから先行して好位を追走、スローペースとなる中我慢しきれずに進出して直線半ばで抜け出すと先頭を奪取してからは突き放す一方となり、独走して決勝線に到達。33.3秒の上がりを見せて後方に5馬身差をつける大勝で初出走初勝利、大和屋もまた馬主として初出走初勝利を挙げた。横手礼一は「去年のオルフェーヴルに続いて、新潟競馬場からの大物登場かもしれない」と評価した。
短期放牧を挟んだ後、同じ舞台で行われる9月4日の新潟2歳ステークス（GIII）で重賞初参戦。ゲート中心の調教ながら優勝した新馬戦から更なる上積みが期待されていた。18頭立てとなる中、単勝オッズ1.7倍の1番人気に。スタートから後方を追走し、馬場の外側に持ち出してから長い直線コースを使って追い上げる。前方で抜け出したモンストールにメンバー中最速の32.6秒の上がりで迫ったが32.7秒を繰り出したモンストールには届かず4分の3馬身差の2着で初敗北を喫した。続く11月19日、東京スポーツ杯2歳ステークス（GIII）では、後藤浩輝が騎乗しディープブリランテ、クラレントに次ぐ3番人気に。不良馬場が堪えて、ディープブリランテに千切られる4着だった。

この後は不良馬場を走ったことを考慮し、ノーザンファームしがらきで短期放牧。脚がむくみ、蕁麻疹にもなっていた。年をまたいで3歳、2012年1月に帰厩し、2月5日のきさらぎ賞（GIII）を叩きの一戦として始動。秋山真一郎と臨み、3番人気に推されていた。5番手で直線に向いてから右にもたれながら追い込むも、ワールドエース、ベールドインパクト、ヒストリカルに次ぐ4着だった。このきさらぎ賞の後は、むくみや蕁麻疹は現れなかった。
叩き2戦目は2月25日鞍上が福永に戻って挑んだアーリントンカップ（GIII）だった。きさらぎ賞で見せた右にもたれる癖を解消させるために厩舎は舌を縛る対策を施して調教した。前年の朝日杯フューチュリティステークス5着のダローネガとの対決となり、ダローネガに次ぐ2番人気に推される。スタートから折り合いに専念した結果最後方追走となり、12番手で直線に向いてからは大外に持ち出して追い込んだ。内側ではオリービンが抜け出してリードを築いていたが、ゴール寸前で一気に差し切り半馬身差をつけて重賞初勝利を挙げた。
この後の目標はNHKマイルカップ、そして東京優駿（日本ダービー）となった。その前にトライアル競走のニュージーランドトロフィー（GII）を使う予定だったが、直前に風邪をひいて回避し本番直行となった。G1初挑戦となる5月6日のNHKマイルカップ（GI）には福永と挑み4番人気だった。スタートから後方を追走して追い込むも、秋山が騎乗した1番人気カレンブラックヒルに逃げ切りを許す7位入線。岩田康誠騎乗6位入線のマウントシャスタが直線にて後藤騎乗のシゲルスダチの進路を塞ぐ走行妨害をして失格となったため、繰り上がって6着となった。この際落馬した後藤は頸椎骨折、頚髄不全損傷となり戦線離脱。続く5月27日の東京優駿（GI）は福永に1番人気に推されることになる有力馬ワールドエースがいたため後藤の起用を予定していたが、事故で乗れなくなったため秋山を再起用して参戦。15番人気で挑み、ディープブリランテに敗れる11着だった。
秋はクラシック最終戦の菊花賞ではなく古馬混合の中距離路線に進む。10月7日の毎日王冠（GII）は東京優駿優勝のエイシンフラッシュ、安田記念優勝のストロングリターンやリアルインパクトなどGI優勝経験のある古馬が5頭参戦。さらにカレンブラックヒルとも再戦となった。ジャスタウェイとカレンブラックヒルの3歳馬2頭と古馬14頭というメンバーとなる中、柴田善臣が騎乗し単勝オッズ61.6倍の12番人気に。スタートからシルポートが逃げ、カレンブラックヒルが離れた3番手で先行する一方で中団馬群を追走。9番手で直線に向き、馬群を捌いて進出。先頭を奪ったカレンブラックヒルにメンバー中最速の上がりで詰め寄るとゴール寸前で並びかけ、ほとんど同時に決勝線へ飛び込んだ。2頭しかいない3歳馬によるワンツーフィニッシュとなったが、カレンブラックヒルにはクビ差及ばなかった。
それでも2着で賞金を加算し、続いて10月28日の天皇賞（秋）（GI）に内田博幸とともに8番人気で参戦。先行策に出たが、エイシンフラッシュに巻き返され6着だった。この後は香港国際競走に登録するも断念、朝日チャレンジカップを予定するも熱発して回避し、年内は出走しなかった。

### 4歳（2013年）

#### 連敗
前年秋は天皇賞（秋）などで惜敗し、陣営は翌年への手応えを得ていた。父ハーツクライが古馬となってから本格化した事から同様の成長が期待された。古馬となったこの年は、まずはGIII競走から仕切り直しを図ることとなった。この頃には虚弱体質も改善し、間隔を詰めてレースに出走することができるようになっていた。
まず年明けの中山金杯（GIII）で始動。前年の毎日王冠で3着に下した7歳タッチミーノットとの再戦となった。1番人気となったジャスタウェイは平均ペースの中団後方を追走し、直線では外から追い込み先行していた2番人気タッチミーノットを目指したが、タッチミーノットには押し切られさらにアドマイヤタイシにも粘られて届かず、3着止まりだった。
続く2月10日の京都記念（GII）では、天皇賞（春）優勝のビートブラックを始め、産経大阪杯優勝のショウナンマイティ、重賞善戦中のトーセンラーなどとの対決となったがそれらを抑えて期待されて1番人気に支持された。スタートからビートブラックが逃げる中、先行策を選択。

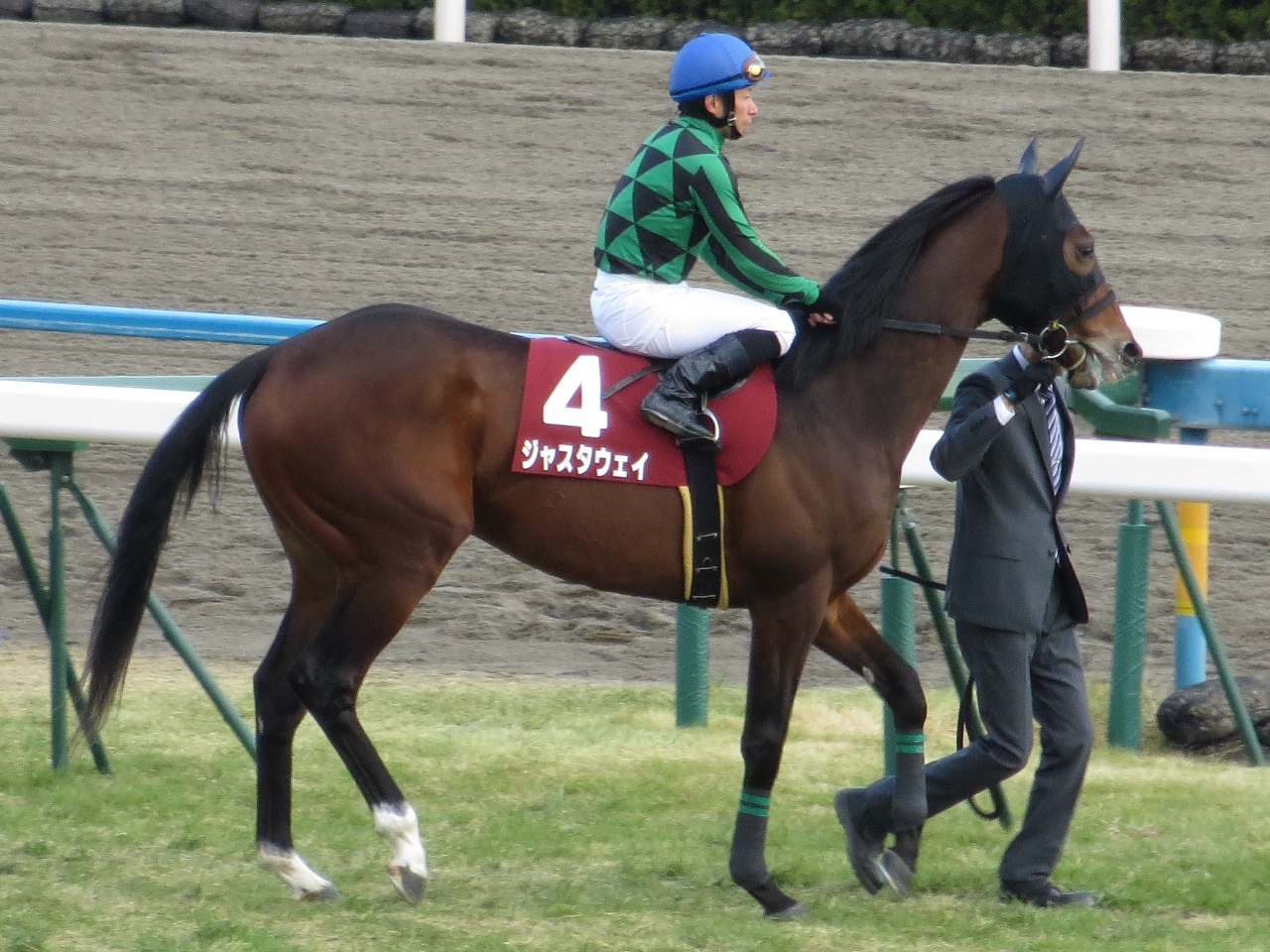
本馬場入場

好位を得て追走し最初のホームストレッチに差し掛かったが、この時に少し行きたがる仕草を見せていた。内田が宥めて好位を守ったが後方を進んでいたショウナンマイティが操縦利かず、途中で進出してビートブラックからハナを奪うと緩みないペースに。直線に差し掛かり後方勢は一斉にショウナンマイティを目指して追い込緑を図る。ジャスタウェイも同様に追い込むが序盤で消耗したために直線で失速。外から差し切ったトーセンラーが優勝、ジャスタウェイは5着だった。
3月9日には中日新聞杯（GIII）にダリオ・バルジューと参戦した。中山金杯2着のアドマイヤタイシとの再戦となり、アドマイヤタイシに次ぐ2番人気だった。スタートから中団後方を追走し10番手で直線に向いたが、末脚利かずに伸びを欠いた8着に敗れた。古馬となってから着順は右肩下がりの3連敗。シンガポール航空インターナショナルカップへの一次登録などもしていたが、撤退して放牧となった。しかしこの放牧によって一変。急成長を果たすこととなった。後に榎本は、放牧から帰還し続いてエプソムカップを目指すジャスタウェイについて「この馬は放牧から帰ってくるたびに成長してきたけど、エプソムカップの時は本当に良くなっていた。もうGIに届くぐらいのレベルになったんじゃないかなと思った」と回顧している。

#### 連続2着敗退
再起初戦は6月9日のエプソムカップ（GIII）が選ばれた。傑出馬不在の混戦となる中、再戦となったサトノアポロ、ラジオNIKKEI賞優勝の同期ファイナルフォームに次ぎ、安田記念を除外となって本レースへ出走してきたクラレントを上回る3番人気だった。8枠13番という外枠が割り当てられたジャスタウェイはスタートで出遅れを喫し、大逃げをする馬が現れたため縦に長い馬群の最後方の内側を追走する形となった。最終コーナーを11番手で迎えた鞍上の福永は外に持ち出してからでは間に合わないと判断し、そのまま内側に留まり直線に入ると馬場の最内から追い上げを図る。馬群をさばいて進路を確保し、離れた2番手から先に抜け出していたクラレントにゴール手前で追いつくとほとんど同時に決勝線に到達。しかしクラレントにはハナ差及ばず、連敗脱出はならなかった。
続いて8月11日のサマーマイルシリーズ・関屋記念（GIII）に参戦。同じようにマイルの重賞を優勝したドナウブルー、レオアクティブ、レッドスパーダが立ちはだかったが、単勝オッズ2.8倍の1番人気に推されていた。8枠16番からスタートしたが、再び出遅れを喫して最後方追走となる。15番手で迎えた直線では大外に持ち出してから進出。上がり3ハロンをメンバー中最速となる33.2秒の末脚で追い上げ、レオアクティブやドナウブルーと共に2番手追走から抜け出したレッドスパーダに迫るも届かず、3頭は並んだまま決勝線に到達。ジャスタウェイがハナ差で先着し2着となった。
秋は前年と同様に毎日王冠に参戦。東京優駿並びに天皇賞（秋）優勝のエイシンフラッシュが参戦していたものの実力伯仲の混戦とみられ、出走11頭中7頭が一桁オッズとなった。ショウナンマイティやダークシャドウ、クラレント、レッドスパーダ、3歳のコディーノらが連ねる中、ジャスタウェイは5番人気だった。スタートからエイシンフラッシュに続く5番手を追走、緩んだペースだったが残り600メートルから早くなり、勝負は末脚比べとなった。クラレントとレッドスパーダが粘りこむ中、エイシンフラッシュとともに追い上げ先頭を奪ったが最後はエイシンフラッシュに突き放され半馬身差の2着敗退。これで重賞3連続2着、高い能力がありながら惜敗を続ける姿は父ハーツクライを想起させ、岡本光男によれば「勝てそうで勝てない馬」、『優駿』によれば「惜敗キャラ」だった。

#### 天皇賞（秋）
続いて陣営は前年同様に天皇賞（秋）への参戦を望んでいたが、1週間前の時点で出走登録をしていた馬はフルゲートの18頭を上回っていた。ジャスタウェイの出走優先順位は20番目であり出走は絶望的だったが、直前になって出走優先順位上位の馬のうち4頭が回避するなど、登録馬が18頭未満になる幸運に恵まれて出走が実現することとなった。前年から1年振りのGI出走となった10月27日の天皇賞（秋）は台風が接近していたため前々日の輸送となったが、問題なく現地へと到着した。

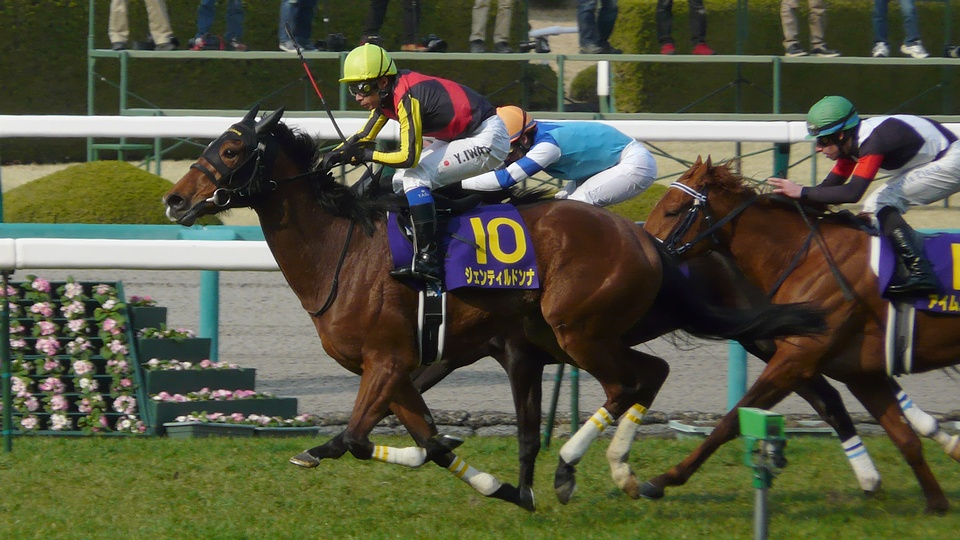
ジェンティルドンナ

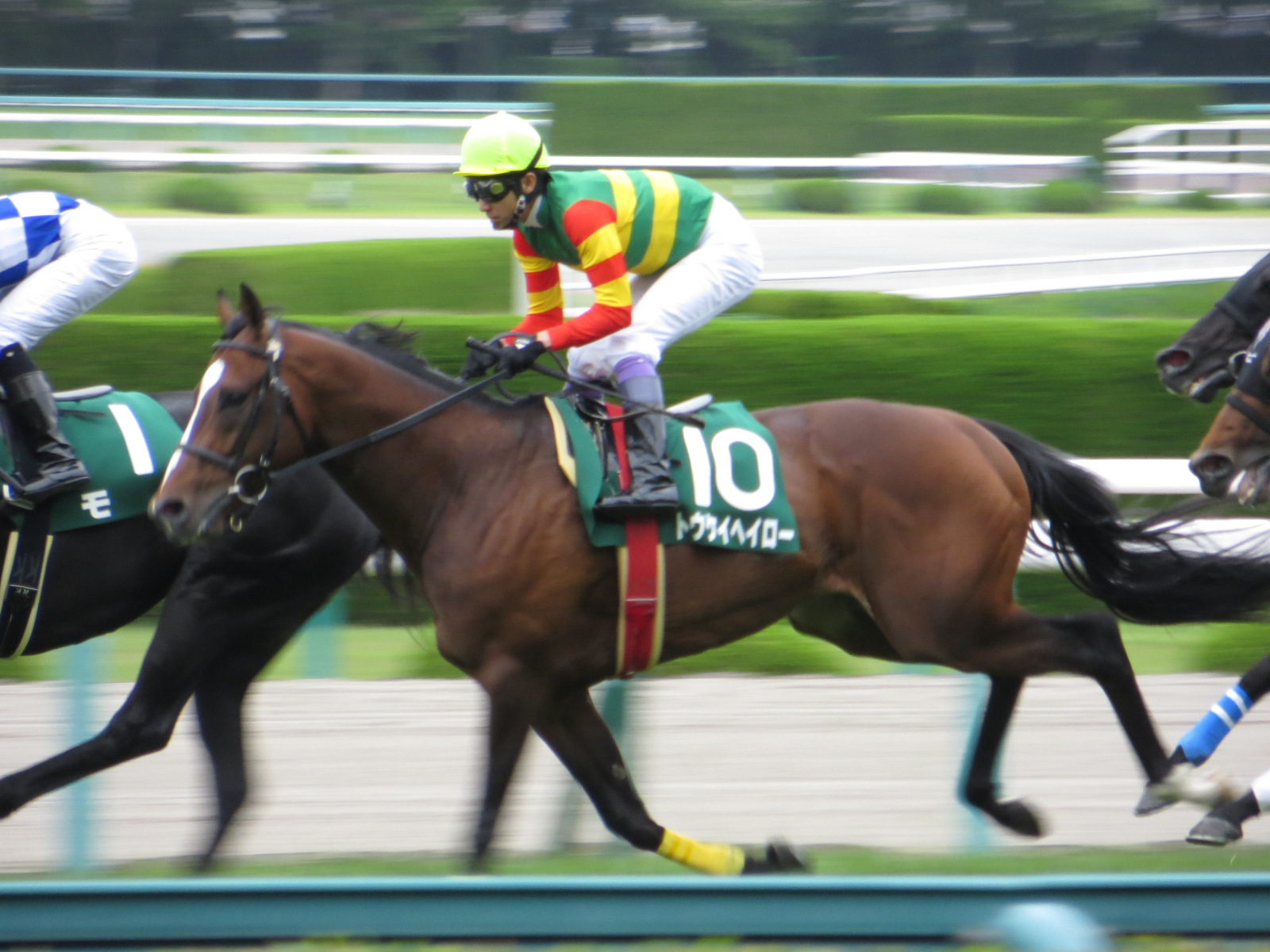
トウケイヘイロー

17頭立てとなる中、前年の牝馬三冠馬であるジェンティルドンナや札幌記念や函館記念などサマー2000シリーズ優勝のトウケイヘイロー、毎日王冠優勝から臨む前年優勝のエイシンフラッシュ、3歳のコディーノらが立ちはだかった。榎本は戦前、「勝てるとすれば馬場状態や枠順や展開など、すべてが嚙み合った時かな」と見立てていた。ディープインパクト産駒の牝馬三冠馬・ジェンティルドンナが1番人気に推される一方でジャスタウェイは単勝オッズ15.5倍の5番人気だった。前日は降雨により不良馬場だったが当日は晴れて馬場状態は回復し、良馬場での開催となった。馬場が内側から乾いていく傾向にあったため、福永はその内側から抜け出す作戦を考えていた。直近のレースではスタートでの出遅れが敗因の一つであり、大一番での出遅れは致命傷になると考えていたために発走直前にゲートに入れ、落ち着いてもらおうと試みていた。
スタートからトウケイヘイローが先行してハナを奪取、ジェンティルドンナも先行して直後の2番手に。一方でジャスタウェイは五分のスタートから中団の外側に留まり、同じく中団にいたエイシンフラッシュを追走。トウケイヘイローが前半の1000メートルを58.4秒のハイペースで通過する中、9番手で最終コーナーを通過し、直線で外に持ち出して追い上げを開始。前方ではトウケイヘイローに代わってジェンティルドンナが先頭を奪取。押し切りを図るジェンティルドンナを目標に、福永に促されて鋭い末脚を繰り出した。一気に詰め寄ると並ぶ間もなく抜き去り残り200メートル手前で先頭を奪取、比較的乾いている内側に切れ込みながら勢い衰えることなく伸び続け、他馬を置き去りに。最終的には2着ジェンティルドンナに4馬身、3着エイシンフラッシュに6馬身差をつける独走で勝利した。

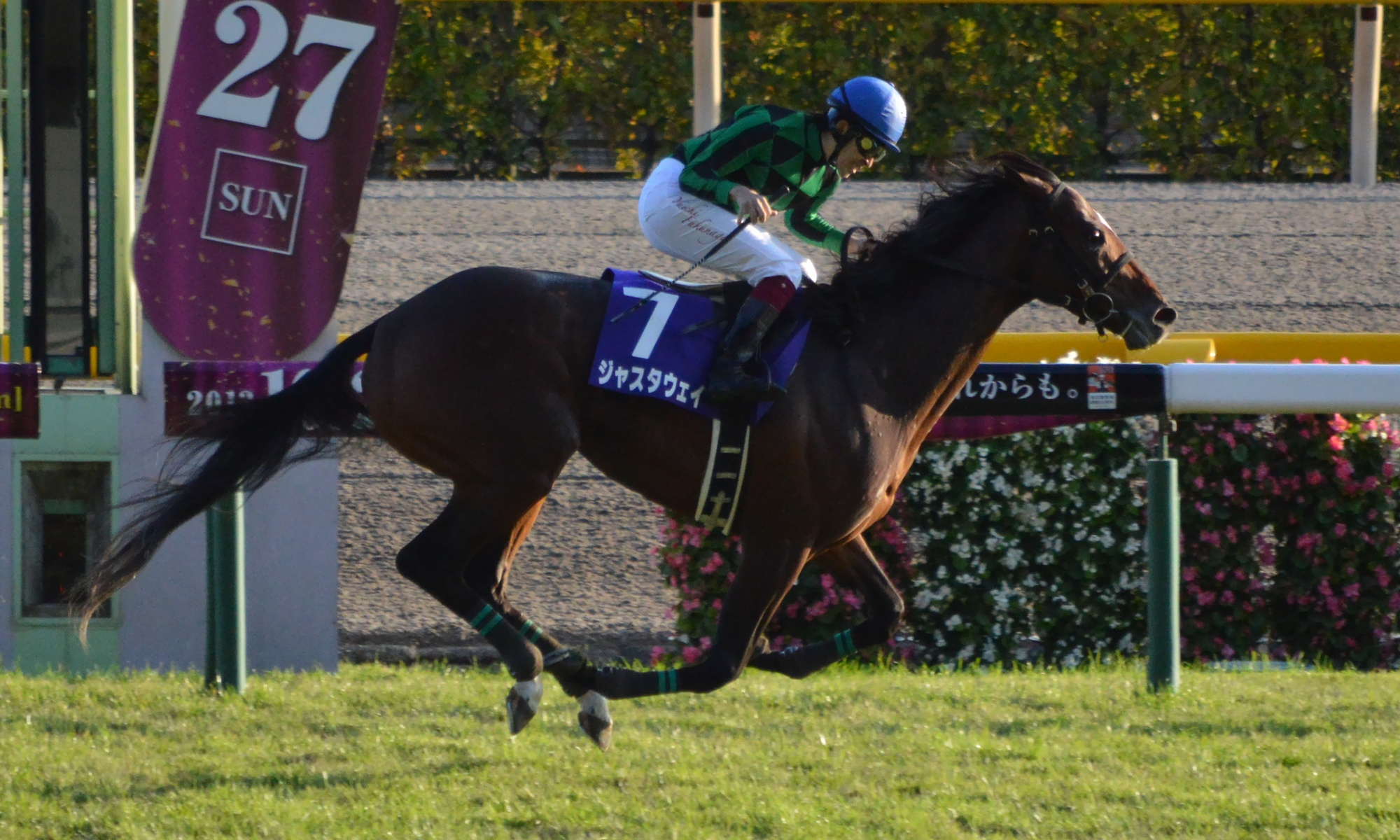
決勝線到達直後

天皇賞（秋）での決勝着差4馬身は1987年ニッポーテイオーの5馬身に次ぐものであり、良馬場開催では史上最大着差での優勝となった。1年8か月ぶりの勝利が古馬GIタイトルとなったが、2勝馬による天皇賞優勝は史上初であり、古馬G1全体でも2006年エリザベス女王杯優勝のフサイチパンドラ以来史上2例目の記録であった。またこれはハーツクライ産駒のJRAGI初勝利であり、父が2006年の有馬記念で三冠馬ディープインパクトを破ってG1を初めて勝利した際と同じように、ディープインパクト産駒の牝馬三冠馬ジェンティルドンナを破ってのGI初勝利となった。大和屋は初めてデビューさせたハーツクライ産駒で望み通りGI優勝を果たした。

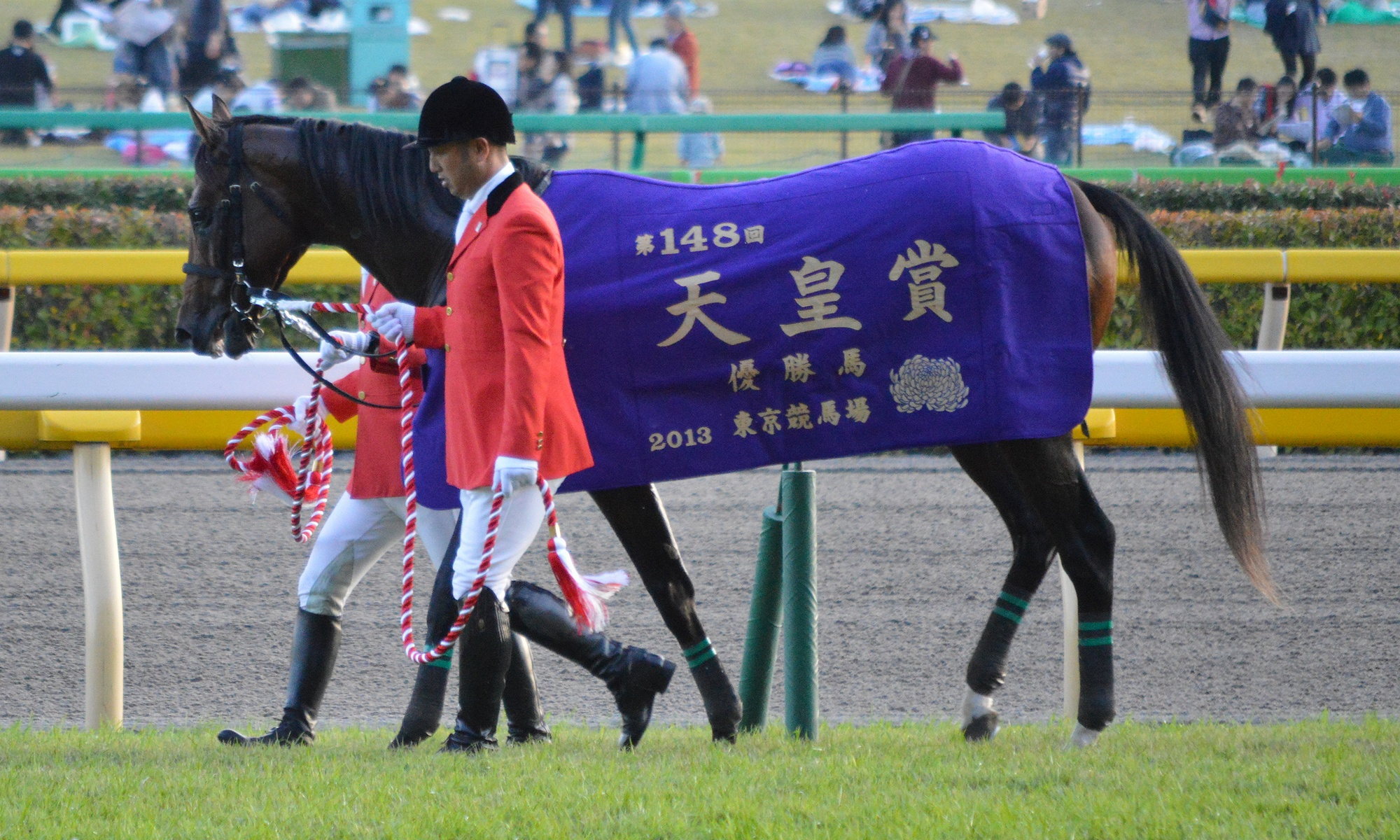
優勝馬服

福永は通算12回目の挑戦で天皇賞（秋）初優勝。前週にエピファネイアで制した菊花賞に続いて2週連続GI優勝を成し遂げた。菊花賞と天皇賞（秋）の連続優勝は1965年に菊花賞をダイコーター、天皇賞（秋）をシンザンで制した栗田勝以来。また福永の父である福永洋一は1972年にヤマニンウェーブで天皇賞（秋）を優勝していることから、横山富雄・典弘父子以来史上2組目となる父子天皇賞（秋）優勝となった。福永は「外へ出した時の反応がすごかった。あっという間に他馬を置き去りにして、あまりに早く先頭に立ったので、僕が戸惑ったくらい。ジェンティルドンナもあっという間に見えなくなった」と回顧している。
天皇賞を制したジャスタウェイの次なる目標は、翌年3月のドバイミーティングとなった。ジャパンカップや有馬記念へ出走する計画もあったが、疲労が著しいためにすべて回避。年内全休となった。

### 5歳（2014年）

#### 中山記念
目標とするドバイミーティングでは、芝1777メートルで行われるドバイデューティフリー（G1）への参戦を基本線に考えており、それに向けて1月29日に帰厩。前回の長期休養明けには夏から秋にかけて本格化したが、今回もさらに筋肉量が増えるなど成長していた。年明け初戦はドバイ遠征の前哨戦として3月末の中山記念（GII）に参戦。福永が騎乗停止処分を受けていた為、横山典弘が騎乗した。天皇賞（秋）で下したトウケイヘイローとの再戦となるほか、サダムパテックやロゴタイプ、アユサンなどGI優勝馬4頭を含めた15頭が参戦。ジャスタウェイはトウケイヘイローに次ぐ2番人気だった。
逃げ馬のトウケイヘイローが肝心のスタートで出遅れる一方でジャスタウェイは好発して先行策を敢行。馬場の最も内側の好位を追走する。出遅れたトウケイヘイローが無理な逃げで失速する一方、好位をスムーズに立ち回り、3番手で迎えた直線ではそのまま内側を突いて進出。失速したトウケイヘイローをかわすと後続も突き放して独走態勢に。2着を争ったアルキメデスやロゴタイプ、マイネルラクリマに3馬身半差をつけて決勝線に到達し、ドバイ遠征の前哨戦を連勝で制した。横山は1996年のサクラローレル、2008年及び2009年連覇のカンパニーに続く中山記念4勝目を挙げ、保田隆芳や増沢末夫、柴田善臣の最多タイ記録に並んだ。なお横山には最後の直線でインコースの間隙を突いたことで過怠金1万円の処分が下っている。

#### 概況
3月29日、アラブ首長国連邦ドバイのメイダン競馬場で行われるドバイデューティフリー（G1）には、日本調教馬3頭にGI級競走優勝馬7頭を含む13頭が出走した。外国調教馬で有力視されていたのは、デビュー以来無敗の6連時中の南アフリカ調教馬ウェルキンゲトリクスや、牝馬ながらアイリッシュチャンピオンステークスを優勝したイギリス調教馬のザフューグだった。イギリスのブックメーカー各社は自国のザフューグが出走しているにもかかわらず、ジャスタウェイの実力を認めて1番人気に設定していた。参戦にあたり福永は、先行して逃げ馬の背後を得て直線で抜け出すプランAと、出遅れるなどした際に後方待機から追い込み末脚に賭けるプランBの2つの作戦を用意していた。
トウケイヘイローが好スタートから同じように逃げる一方で、ジャスタウェイは出遅れて後方2番手の外側を確保した。トウケイヘイローが1000メートルを59秒以下のややハイペースで通過するのを追走、やがてウェルキンゲトリクスの背後を得てマークする形に。最終コーナーを通過すると直線外から追い込みを開始。逃げ馬を捉えて先に抜け出そうとしていたウェルキンゲトリクスに驚異的な末脚で詰め寄ると残り300メートルで捉えて一気に差し切り、そのままの勢いで独走。最終的には2着ウェルキンゲトリクスに6馬身4分の1差、それ以下に約8馬身差をつけて決勝戦に到達した。
これでGI級競走2勝目、海外G1初優勝を果たした。日本調教馬のドバイデューティフリー優勝は2007年のアドマイヤムーン以来。また2006年ドバイシーマクラシックを優勝した父ハーツクライとともに、父仔でのドバイミーティング優勝を達成した。オーナーの大和屋は、人生の目標に定めていたドバイミーティング優勝を最初の所有馬で果たしたことになった。
優勝着差6馬身4分の1の大勝だったうえに、走破タイム1分45秒52は従来のレコードを2秒41上回るコースレコードであった。この年の馬場は高速決着の傾向にありレコードが多発していたが、2秒以上短縮したのはジャスタウェイだけだった。福永はシーザリオで優勝した2005年アメリカンオークス以来9年ぶり5度目の海外G1勝利。ウェルキンゲトリクスのクリストフ・スミヨンは最終コーナーで勝利を確信していたが「日本の馬が矢のように駆け抜けていった。言葉がないです」と回顧している。また福永は引き揚げて来て一言「これで世界ランキング1位でしょう」と話していた。大和屋が持参した2つのジャスタウェイに関する面白い逸話もある。

##### 世界ランキング1位
この独走劇は、レーティング的にも高い評価を受けた。着差6馬身以上でウェルキンゲトリクスを制したことから「130」ポンドを獲得。このレーティングは、国際競馬統括機関連盟（IFHA）が発表する「ロンジンワールドベストレースホースランキング」のこの年1月1日から4月7日までの四半期発表では単独での「世界ランキング1位」となった。「130」という評価は前年の有馬記念でオルフェーヴルに与えられた「129」を上回り、セックスアローワンスを考慮しなければ前年首位のブラックキャビアやトレヴと同じ数値、日本調教馬としては1999年のエルコンドルパサーの「134」に次いで史上2番目に高い数値だった。またIFHAによる日本調教馬の「世界ランキング1位」は2006年7月に前身である「ワールドリーディングホース」中間発表で「125」を与えられて1位タイとなったディープインパクト以来であり、単独1位は日本調教馬史上初の快挙であった。
|   | RATE | （調教国）馬       | 馬場 | 距離 | レース                  | 着順 |
| - | ---- | ------------------ | ---- | ---- | ----------------------- | ---- |
| 1 | 130  | ジャスタウェイ     | 芝   | M    | ドバイデューティフリー  | 1着  |
| 2 | 129  | エピファネイア     | 芝   | L    | ジャパンカップ          | 1着  |
| 3 | 127  | エイブルフレンド   | 芝   | M    | 香港マイル              | 1着  |
| 3 | 127  | オーストラリア     | 芝   | I    | インターナショナルS     | 1着  |
| 3 | 127  | オーストラリア     | 芝   | I    | 愛チャンピオンS         | 2着  |
| 3 | 127  | キングマン         | 芝   | M    | セントジェームズパレスS | 1着  |
| 3 | 127  | ザグレーギャツビー | 芝   | I    | 愛チャンピオンS         | 1着  |
| 3 | 127  | バラエティクラブ   | 芝   | M    | チャンピオンズマイル    | 1着  |

この後世界各国でレースが続々行われ「ロンジンワールドベストレースホースランキング」は更新されていったが、ジャスタウェイの「130」ポンドを上回る馬は現れず単独での「世界ランキング1位」が確定する。1977年にイギリスとアイルランド、フランスで始まった「ヨーロピアンクラシフィケーション」でレーティングによるランキングを作る試みが始まって以来、日本は初めは対象外にされており、対象となってからも上位にはたやすく認められなかった。しばらくして1996年ジャパンカップで2着となったファビラスラフインが同年度3歳部門で28位にランクイン。それからディープインパクトの2006年度4位、オルフェーヴルの2013年度3位などを経た2014年度、ジャスタウェイが首位に登り詰めて日本調教馬史上初の快挙を成し遂げた。またこの年にはジャパンカップで「129」のレーティングを与えられたエピファネイアとともに日本調教馬によるワンツーフィニッシュを果たし、ともにこの年の「ロンジンワールドベストレースホース」として表彰されている。翌2015年1月20日、ロンドンのクラリッジスホテルで行われた表彰式で、大和屋はこのようにスピーチしている。
こうして世界一となったジャスタウェイには、ドバイデューティフリーの直後からイギリスのアスコット競馬場でのプリンスオブウェールズステークス、ヨーク競馬場でのインターナショナルステークス、オーストラリアのムーニーヴァレー競馬場でのコックスプレート等各国からレースへの出走オファーが寄せられた。しかし、陣営はいずれも選択することはなかった。
一方、イギリスのタイムフォーム誌は国際競馬統括機関連盟のものと大きく異なる世界ランキングを作成し、ジャスタウェイに対して131ポンドの年間レーティングを与えている。これはキングマンを134ポンドで2014年世界一とし、オーストラリア、エピファネイア、ランカンルピー（132）に続き、パレスマリス、バラエティクラブ（131）と並ぶ同5位に本馬を格付けしたものである。同誌は公式レーティングについて、ジャスタウェイが「明らかに同馬より優れた近年の日本調教馬達」を凌駕したものと批判し、同年鑑の海外競馬欄に日本が含められた1997年以後の同国ではエルコンドルパサー（136）、ディープインパクト（134）、ロードカナロア（133）、エピファネイア、ナカヤマフェスタ、オルフェーヴル、シンボリクリスエス（132）に続く8位にジャスタウェイを格付けした。

#### 安田記念
ドバイデューティフリーの後は出走オファーに応えて外国転戦の可能性もあったが、日本凱旋を選択。帰国して吉澤ステーブルWESTで休養し、安田記念から宝塚記念というローテーションが設定された。前年の天皇賞（秋）優勝後は回復に時間を要したが、今回のドバイ遠征では外国へ輸送されたにもかかわらずすぐに回復。精神面も成長したことでアクシデントなく凱旋初戦を迎えた。ところが騎乗予定だった福永にたいして直前に騎乗停止処分が下されるアクシデントに見舞われた。そこで陣営は、代打として前年の毎日王冠に騎乗した柴田善臣を起用。大和屋がジャスタウェイへの騎乗経験のある騎手を重視したためであり、当初サダムパテックに騎乗する予定があった柴田を半ば強奪するかたちになった。調教師の須貝はかつてJRA競馬学校の第1期を卒業して騎手免許を取得しており、同期の柴田と騎手と調教師の関係でのG1参戦となった。

こうして迎えた6月8日の安田記念には1頭の香港調教馬を含めて17頭が出走。そのうち9頭はGI級競走優勝馬という「空前の好メンバー」（土屋真光）が揃った。他にもG1勝利こそ無いものの、地力のあるワールドエースやグランデッツァなども参戦。強力なメンバーが相手だったが、ジャスタウェイは遠征帰りや乗り替わりなどの懸念要素も問題にせず単勝オッズ1.7倍の1番人気に推された。当日は3日前から続く降雨に祟られ、不良馬場になっていた。降雨こそ弱まり小雨になったが馬場は回復せず、道悪での開催となった。

ミッキーアイルが逃げて展開を作る一方でジャスタウェイは5枠10番から五分のスタートを切り、中団を追走。グランデッツァやグランプリボス、ワールドエースなどとともに馬群を形成。そのまま9番手、11番手でコーナーを通過。最終直線で馬群がばらけて各々進路を確保し、横一線になって追い上げ始める。ジャスタウェイも外側へ持ち出して進路を確保してからの追い上げを試みたがマークが厳しく、特にすぐ外側にいたグランプリボスに蓋をされて外への進路を塞がれていた。そこで進路を切り替えて状態の悪い内側に突っ込み、馬群を捌いて進出開始。一方で三浦皇成騎乗のグランプリボスが抜群の進出コースを確保して先頭に立つ。進出に手間取ったジャスタウェイは後を追ったもののグランプリボスもしぶとく、簡単には先頭を明け渡さなかった。

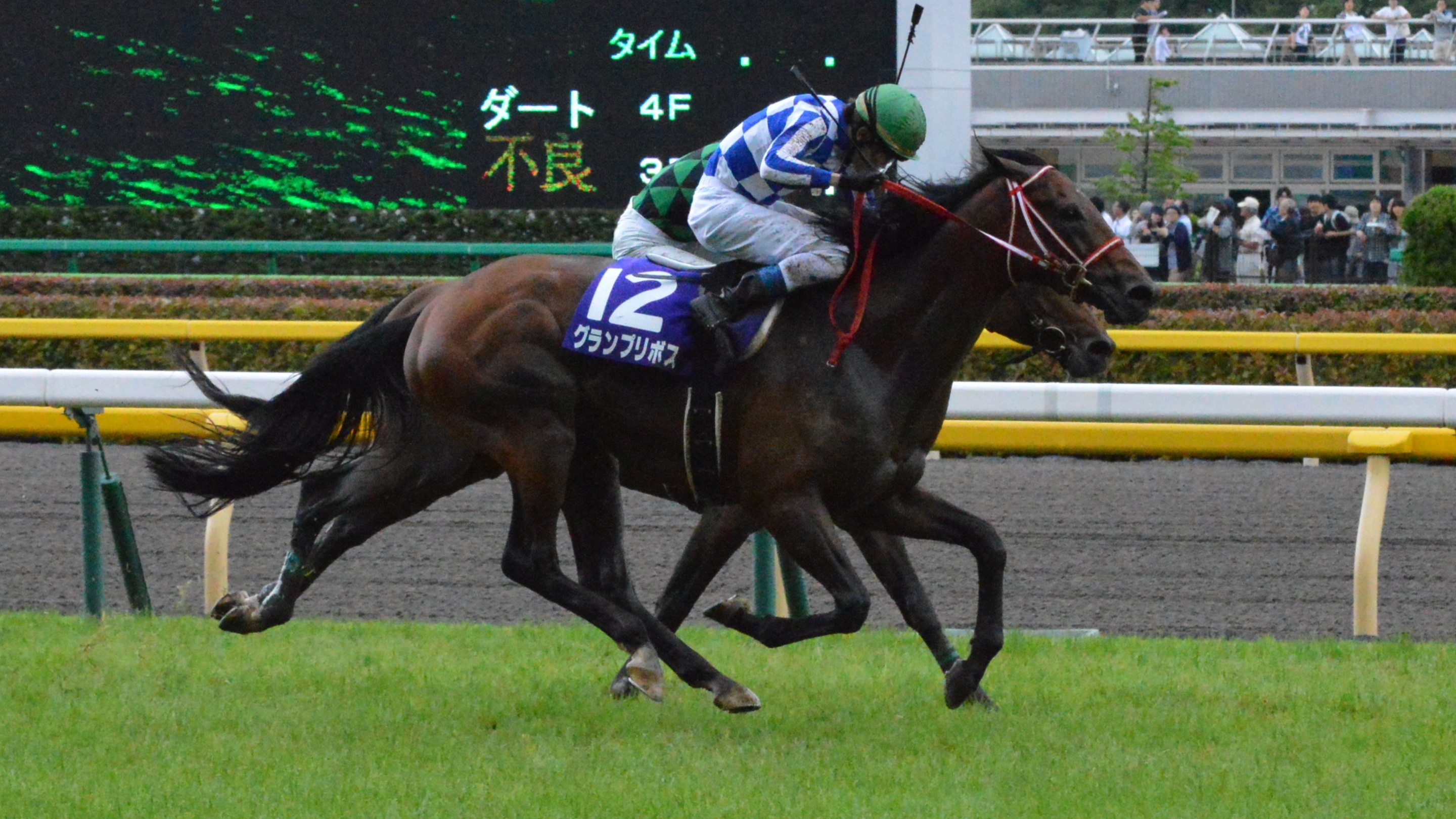
競り合うグランプリボス（手前）とジャスタウェイ（奥）

それでも雨でぬかるんだ馬場に脚を取られながらも徐々に接近し、ゴール直前でどうにか並び立つ。そこからは時に三浦の肘が柴田の顔面に入る程の激しい競り合いとなり、両者はほとんど同時に決勝線へ飛び込んだ。写真判定の結果ジャスタウェイのハナ差での先着が確定。安田記念では1999年エアジハード、グラスワンダー以来となる15年ぶり、グレード制導入後4例目のハナ差決着となった。

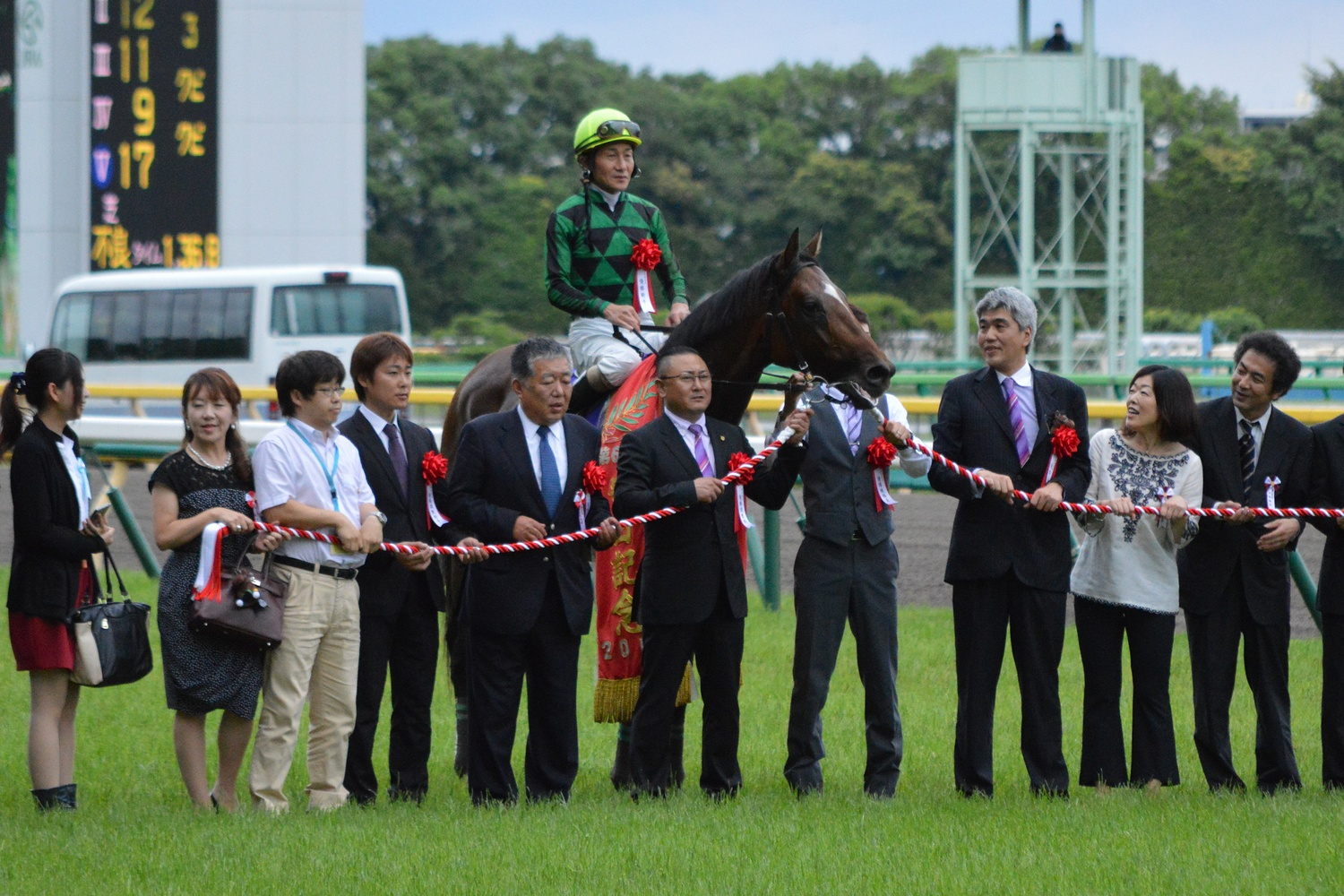
表彰式

重賞4連勝、その内GI級競走で3勝となったがグレード制導入後重賞3連勝中、またはそれ以上での安田記念優勝は2013年のロードカナロア以来4頭目。さらに2001年に香港カップから2002年フェブラリーステークスを連勝したアグネスデジタル以来となる外国G1優勝後の帰国初戦でのJRAGI優勝となった。柴田は1993年ヤマニンゼファー以来となる安田記念2勝目、1番人気でGI勝利は騎手生活30年目で初。また父ハーツクライは前々週の優駿牝馬をヌーヴォレコルトで、前週の東京優駿をワンアンドオンリーで制しており、3週連続で産駒がGI優勝。2005年に秋華賞をエアメサイア、菊花賞をディープインパクト、天皇賞（秋）をヘヴンリーロマンスで制したサンデーサイレンス以来となる同一種牡馬産駒による3週連続JRAGI優勝となった。
次走は宝塚記念を予定しており、出走馬を決めるファン投票では、ゴールドシップ、ウインバリアシオン、ジェンティルドンナに次ぐ第4位、約4万票を集めていた。しかし不良馬場の安田記念をこなした代償は大きく、疲労が著しかったために宝塚記念は回避となり、予定を前倒しして夏休みに。吉澤ステーブルWESTで放牧となった。

#### 凱旋門賞
夏休み明けの秋の目標は、フランスのロンシャン競馬場で行われる凱旋門賞となった。この年凱旋門賞へ登録した日本調教馬全6頭のうち、須貝厩舎からはジャスタウェイとゴールドシップ、そしてレッドリヴェールの3頭が登録されていた。しかしレッドリヴェールは東京優駿で12着に敗退した事から挑戦を断念し、ジャスタウェイとゴールドシップの2頭で挑む事となった。ジャスタウェイの鞍上に決まった福永は、ロンシャン競馬場の感触を確かめるために前もって渡仏しレースに騎乗していた。

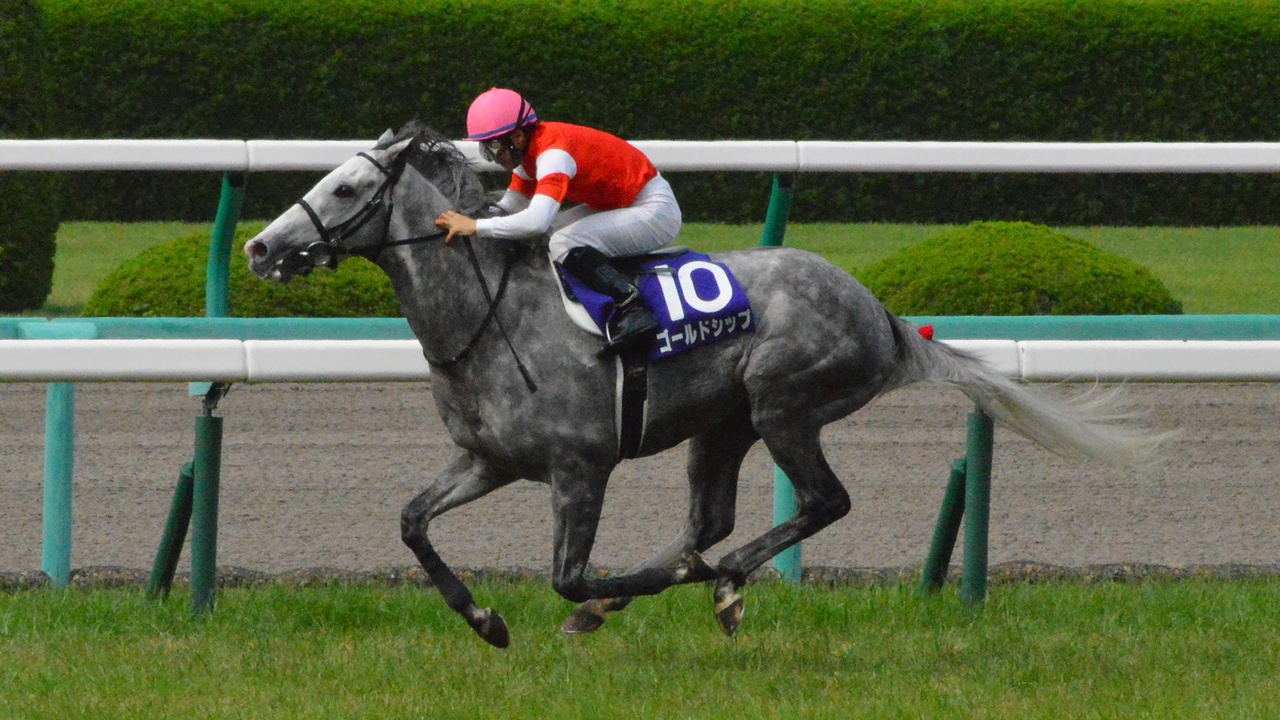
ゴールドシップ

須貝は2頭とは別の帯同馬を用意しなかった。ゴールドシップとジャスタウェイは厩舎で馬房を隣同士にされるなど仲が良く、須貝は互いが互いの帯同馬となることを期待していた。ゴールドシップは札幌記念を前哨戦としたのに対してジャスタウェイは前哨戦を用いず、ぶっつけ本番での参戦となった。歴代優勝馬の中では1965年シーバードの3か月がブランクの最長記録であり、それを上回る4か月のブランクでの参戦となったが陣営は克服できると考えていた。またヨーロッパの重い馬場も、安田記念の不良馬場をこなしたなら通用すると考えていた。

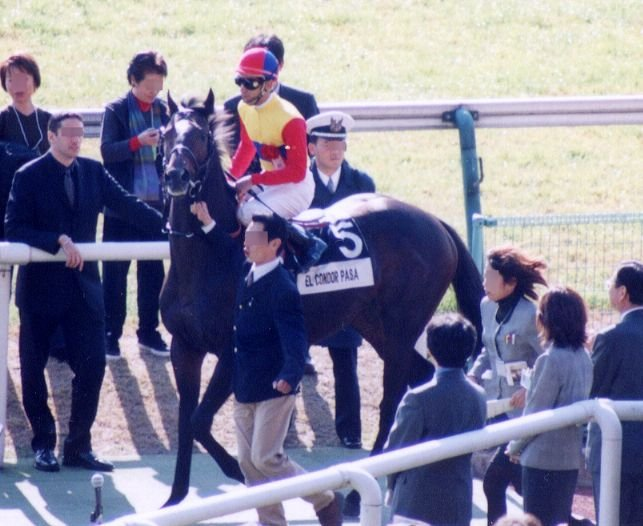
エルコンドルパサー

外国G1を優勝してから凱旋門賞に参戦した日本調教馬は、1999年にサンクルー大賞を優勝して参戦し、モンジューに僅差の2着と惜敗したエルコンドルパサー以来だった。ただエルコンドルパサーはヨーロッパ長期滞在を経ての惜敗であり、短期間の滞在での外国G1優勝馬による参戦は初めてだった。芝2400メートルで行われる凱旋門賞にはこれまで同じような距離で活躍した日本調教馬が主に参戦していたが、ジャスタウェイは芝2000メートル以下でしか勝利したことがなく、しかも実績のほとんどがマイルに偏っていた。このようなマイル適性に富んだ馬の参戦は、日本調教馬として初めての試みだった。
しかし、この新しい挑戦には批判がついて回った。世界ランク1位になったことで世界各国の競馬場からの招待オファーを受けるなど、実績に見合ったレースを選択することはいくらでも可能だった。それでも敢えて陣営は、未知数の領域に足を踏み入れる選択を決断した。須貝は「やっぱり初めてと2番目は違う。凱旋門賞を勝つことは日本競馬の悲願。世界一になった馬を預かるものとして凱旋門賞を目指す責任がある」と参戦の理由を回顧している。参戦にあたっては当然ながら、距離適正やスタミナ不足が指摘されていた。遠征は当初、成田国際空港からパリへの直行便を利用する予定だったが航空会社のストライキが発生して欠航となり、急遽オランダのアムステルダムに移動し、陸上輸送でパリへ向かうルートを強いられた。当初の予定よりも8時間超過する移動となったがドバイの経験があるジャスタウェイは動じず、輸送を順調にこなしていた。現地での調整も順調で、福永曰く「ドバイの時以上」の仕上がりで挑んでいた。

10月5日の凱旋門賞（G1）は、20年ぶりとなるフルゲート20頭立てとなった。有力馬が続々回避したことから出走馬が揃い、混戦模様となっていた。日本からはゴールドシップとジャスタウェイという須貝厩舎の2頭に3歳牝馬桜花賞優勝馬・ハープスターを加えた3頭が出走。日本調教馬としては史上最多となる頭数で挑み、しかも3頭ともに実績十分で戦前は日本の最強トリオなどと喧伝されていた。3頭の現地での人気はハープスター、ジャスタウェイ、ゴールドシップの順に4番人気から6番人気までを占めた。
良いスタートを切ったジャスタウェイだったが、その後の追走に苦労して後方から数えて4、5番手、馬群の後方に置かれる形となった。コーナーに差し掛かると外側から馬に寄られて馬場の内側から抜け出すことができず馬群の真っ只中に嵌り、終始揉まれながらの追走となる。やがてフォルスストレートから直線に向いだ勝負どころでは最も内側を突いていたが最内コースに進路を見出せず、外に持ち出してから追い上げたものの進路確保に手間取ったのは致命傷となり、先行して抜け出していた7番人気トレヴに独走を許し最終的には約5馬身後れを取る8着で敗退。福永は敗因について距離ではなく単なる力負けであるとしていた。

#### ジャパンカップ
帰国初戦は凱旋門賞と同じく2400メートルのジャパンカップが選ばれた。10月11日に帰国して検疫、吉澤ステーブルWESTでの着地検査をこなし、その後須貝が遠征や輸送のダメージが少ないことを確認して参戦を決定。陣営は当初ジャパンカップの前週に行われるマイルチャンピオンシップも選択肢に入れていた。外国人記者の多くは凱旋門賞の敗戦を距離の問題であると捉えており、マイルチャンピオンシップや香港マイル、香港カップなどに出走するものと考えていたが陣営は凱旋門賞の敗因を距離だとは考えておらず、またマイルチャンピオンシップでは時間が足りず、香港では連続での外国遠征となる懸念があり、既に実力を証明した中距離路線で得られるものは小さいと考え、さらなる挑戦のためにジャパンカップを選択した。須貝は「世界一の称号をいただいている馬ですし、馬場がどうの、距離がどうのとは言っていられない立場」と述べている。
11月30日のジャパンカップ（GI）は、アイリッシュダービー優勝のトレーディングレザー、バーデン大賞やバイエルン大賞優勝のアイヴァンホウ、ジャマイカハンデキャップ優勝のアップウィズザバーズの外国調教馬3頭を迎えたが、人気の中心は日本調教馬が占めていた。古馬では3連覇がかかるジェンティルドンナ、天皇賞（秋）優勝直後のスピルバーグ、前年菊花賞優勝のエピファネイアがおり、3歳馬では皐月賞優勝のイスラボニータ、東京優駿（日本ダービー）優勝のワンアンドオンリー、凱旋門賞帰りの牝馬ハープスターが出走。優駿によれば「『史上最高』との声も聞かれるほどの豪華メンバー」だったという。フルゲートの18頭立てとなる中、ジェンティルドンナが1番人気、ハープスターが2番人気と続き、ジャスタウェイは単勝オッズ6.7倍の3番人気だった。以下エピファネイア、イスラボニータなどが続いた。

福永はエピファネイアの主戦騎手でもあったが、ジャスタウェイへの騎乗を選択。エピファネイアには当日ワールドスーパージョッキーシリーズで来日中のクリストフ・スミヨンが騎乗した。ジャスタウェイの参戦過程は決して順調ではなく、1週間前の調教で福永は首を傾げ、直前の併せ馬でも後れを取っていた。福永は「絶好調という感じは受けません」と話していた。しかし当日に一変、福永の想定よりも良い感触を返し馬で得て参戦した。
レースでは1枠1番からスタートして中団馬群の内側を追走、最終コーナーを8番手で通過すると直線では外に持ち出して進路を確保し追い上げる。福永は後に「道中もスムーズに運べて、だいたい思った通り」と振り返っている。道中、後方を追走していたトレーディングレザーが第3コーナーで故障して後退し競走中止に。この突然の後退によりその背後にいたハープスターやスピルバーグ、ジェンティルドンナなどが躓くなど大きな不利を被った一方でジャスタウェイはスムーズに最終局面に入る。スパートするとイスラボニータと並ぶ形での進出となり、先行勢のほとんどを差し切る。不利を受けたジェンティルドンナなどもスパートしたがそれらに前方を譲らず、やがてイスラボニータも競り落とした。
しかし先行して独走するエピファネイアに対してジャスタウェイは追い上げるも差は広がるばかりだった。残り100メートルほどで末脚が鈍ってしまい、ゴール手前では遅れて追い上げたスピルバーグやジェンティルドンナ、ハープスターに接近を許したがそれでも粘り、それらに半馬身先着して2着は確保した。
年間レーティング1位を保持していたジャスタウェイはエピファネイアに4馬身差をつけられた2着に敗れた。ジャパンカップの4馬身差は、2003年優勝タップダンスシチーが2着ザッツザプレンティにつけた9馬身差に次いで2番目に大きい優勝着差だった。しかし後日発表されたこのレースでのエピファネイアのレーティングは「128」で世界2位に留まり、ジャスタウェイが1位の座を守った。

#### 引退レース

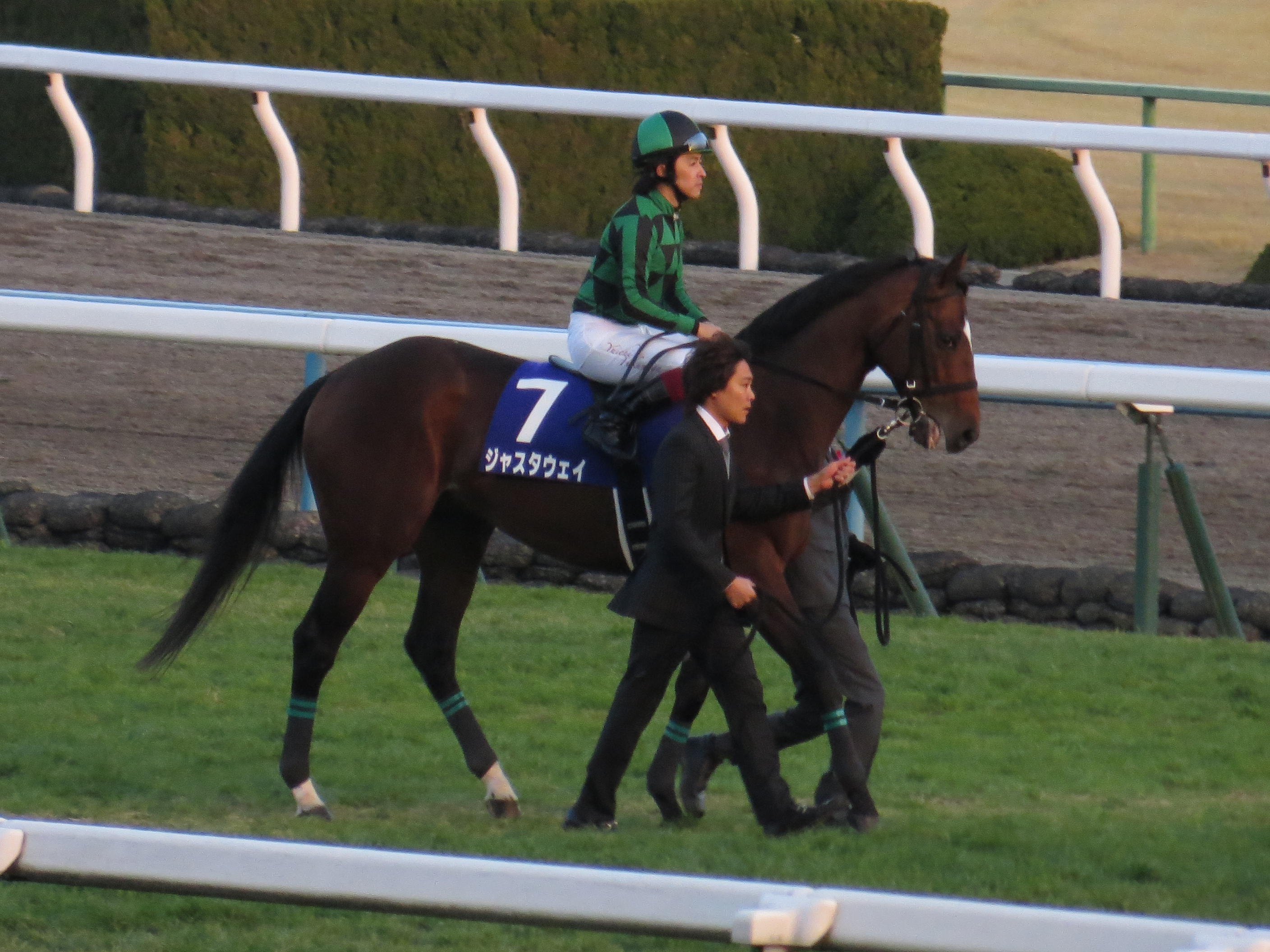
引退式

12月28日の有馬記念（GI）は4着。これを以て引退となった。ラストランを終えた後、時間を空けて午後6時半にゴールドシップと共に競馬場を退き、栗東に帰還。年をまたいだ2015年1月4日、京都競馬場で引退式が行われた。榎本が好きなMr.Childrenの『終わりなき旅』をBGMにGI初勝利を果たした際の天皇賞（秋）のゼッケンを着用して登場し、主戦騎手の福永を背に芝コースでのキャンターが披露された。福永は思い出のレースにドバイを挙げ、須貝は「ジャスタウェイの子供たちを、父に負けず世界で戦えるように育てていく責務を課せられた」と話し、榎本は「またいつか、ジャスタウェイの子供を担当して、大きなレースを勝ちたいです」と述べた。後に初年度産駒として生まれるアドマイヤジャスタは、須貝と榎本に手掛けられて出世を果たすことになる。
翌々7日付けで競走馬登録を抹消された。この年のJRA賞では、全285票中242票を獲得し最優秀4歳以上牡馬に選出された。他に年度代表馬部門でも51票を獲得したが、231票のジェンティルドンナに及ばず次点、最優秀短距離馬部門でも32票を獲得したが、193票のスノードラゴンと34票のコパノリチャードに及ばず第3位だった。

## 種牡馬時代

### 供用
引退後は種牡馬として供用された。引退直後の2015年1月10日から北海道安平町の社台スタリオンステーションに繋養され、父ハーツクライの目の前の馬房が割り当てられた。供用に際しては、シンジケートが結成された。シンジケートの総額は公表されていないが、島田明宏によれば「10億、20億といった単位の金」が動いたという。初年度の種付け料は350万円に設定され、種付け権利はすぐに売り切れた。
初年度となる2015年は220頭と交配し、2年目からは100頭台に落ち込んだが、5年目となる2019年は盛り返して214頭と交配した。しかし翌6年目となる2020年、三桁を割る86頭に落ち込み、この年の秋に社台スタリオンステーションを追われた。2021年からは日高町のブリーダーズ・スタリオン・ステーションで供用されるようになり、以降は年間約60頭との交配に留まっている。

### 産駒の活躍

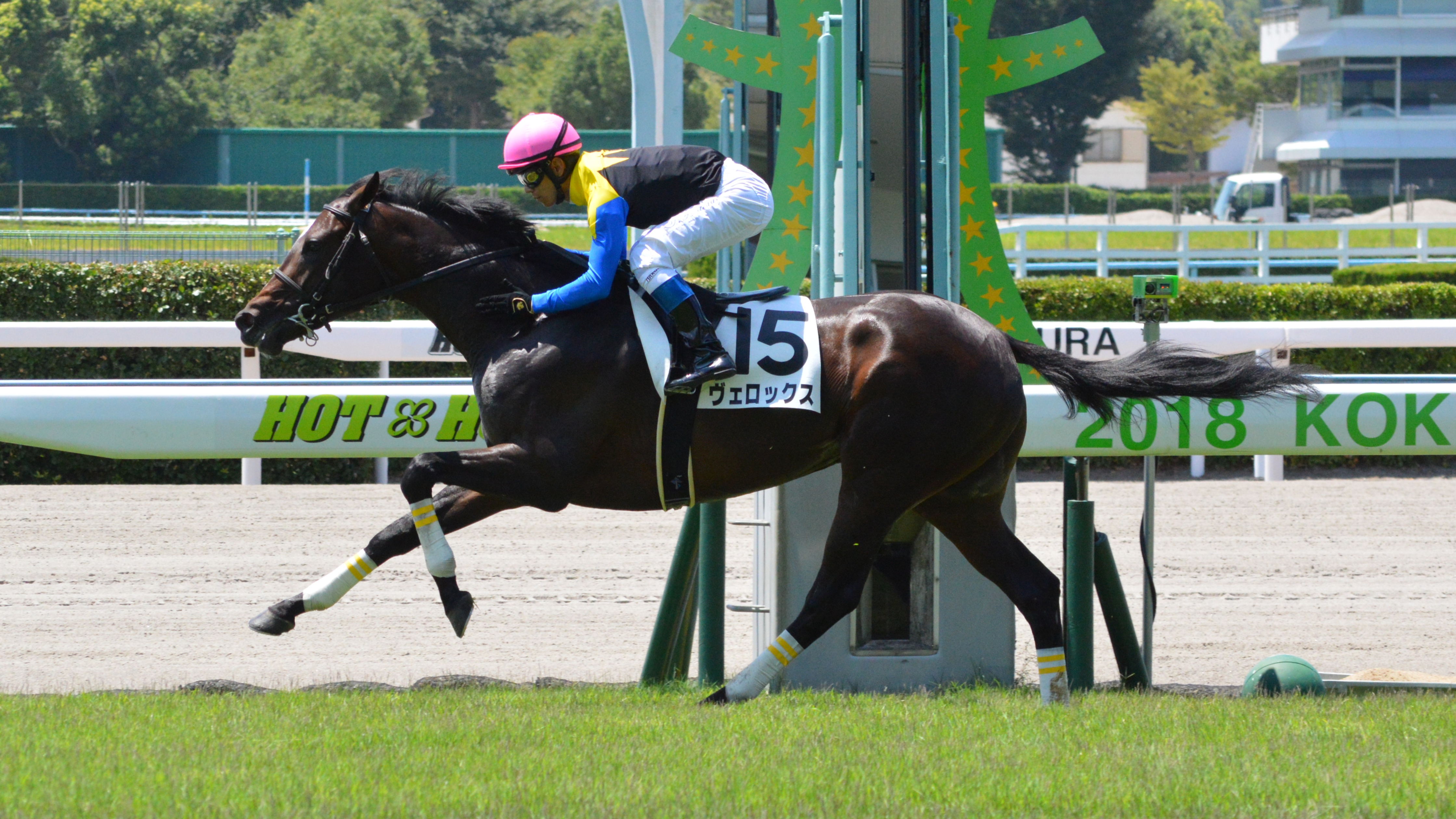
ヴェロックス

産駒は2018年から競走馬として走っている。初年度産駒は続々勝ち上がり、ファーストシーズンサイアーチャンピオン、2018年デビューの新種牡馬で一番の活躍を果たした。初年度産駒のなかでもアドマイヤジャスタは同年のホープフルステークス（GI）で2着、ヴェロックスが翌2019年の若葉ステークス（L）優勝するなどして、2019年クラシック戦線に加わった。特にヴェロックスは皐月賞2着、東京優駿および菊花賞3着とクラシック三冠競走すべてで複勝圏内入りを果たした。。

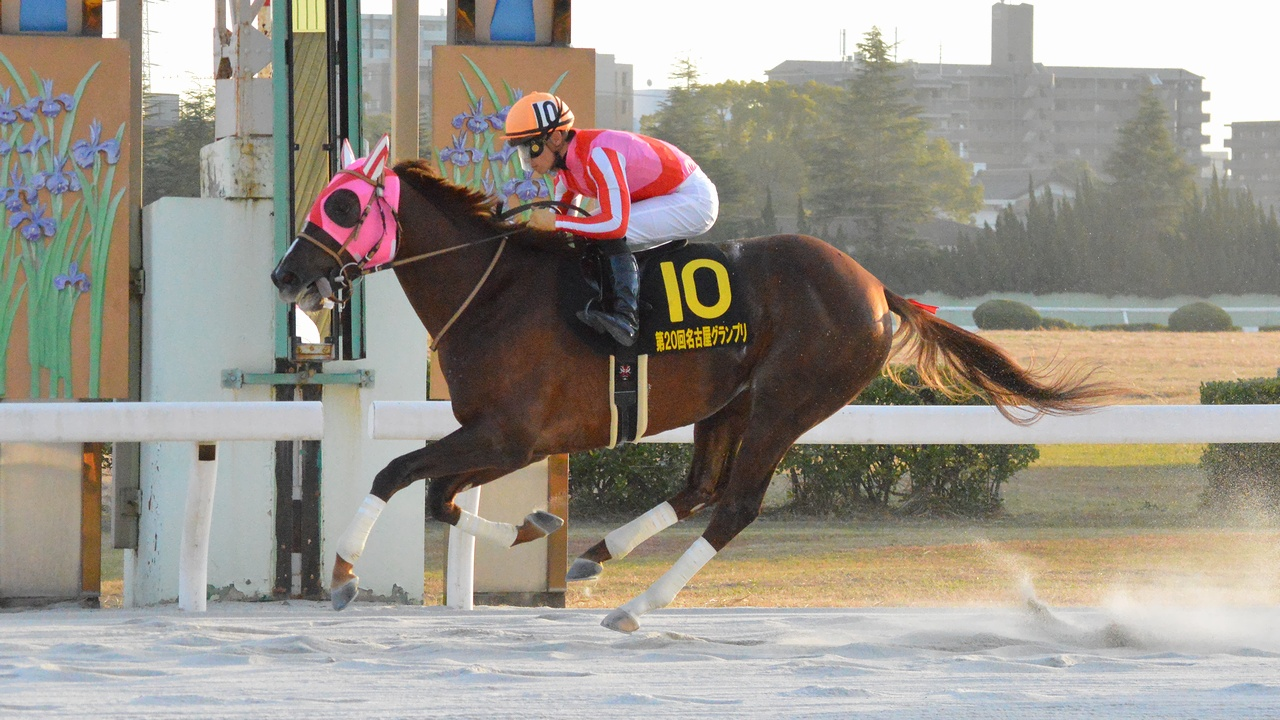
マスターフェンサー

活躍は芝だけに留まらず、マスターフェンサーは日本を飛び出してアメリカのクラシック競走に参戦。2019年、日本生産馬史上初めてケンタッキーダービー（G1）に参戦し6着に。さらにベルモントステークス（G1）にも参戦し5着となった。
クラシックタイトルこそ逃した初年度産駒だったが、その後も活躍して重賞タイトルを獲得した産駒も多数現れた。クラシック終結直後の2019年秋にロードマイウェイがチャレンジカップ（GIII）を優勝し、産駒として初めて重賞優勝を成し遂げた。翌2020年春にはアウィルアウェイがシルクロードステークス（GIII）を、夏にはアドマイヤジャスタが函館記念（GIII）を優勝。帰国したマスターフェンサーもダートグレード競走を多数優勝した。さらに2021年秋にはテオレーマが金沢競馬場で行われたJBCレディスクラシック（JpnI）を優勝。初年度産駒からGI級競走優勝産駒を送り出すことに成功している。

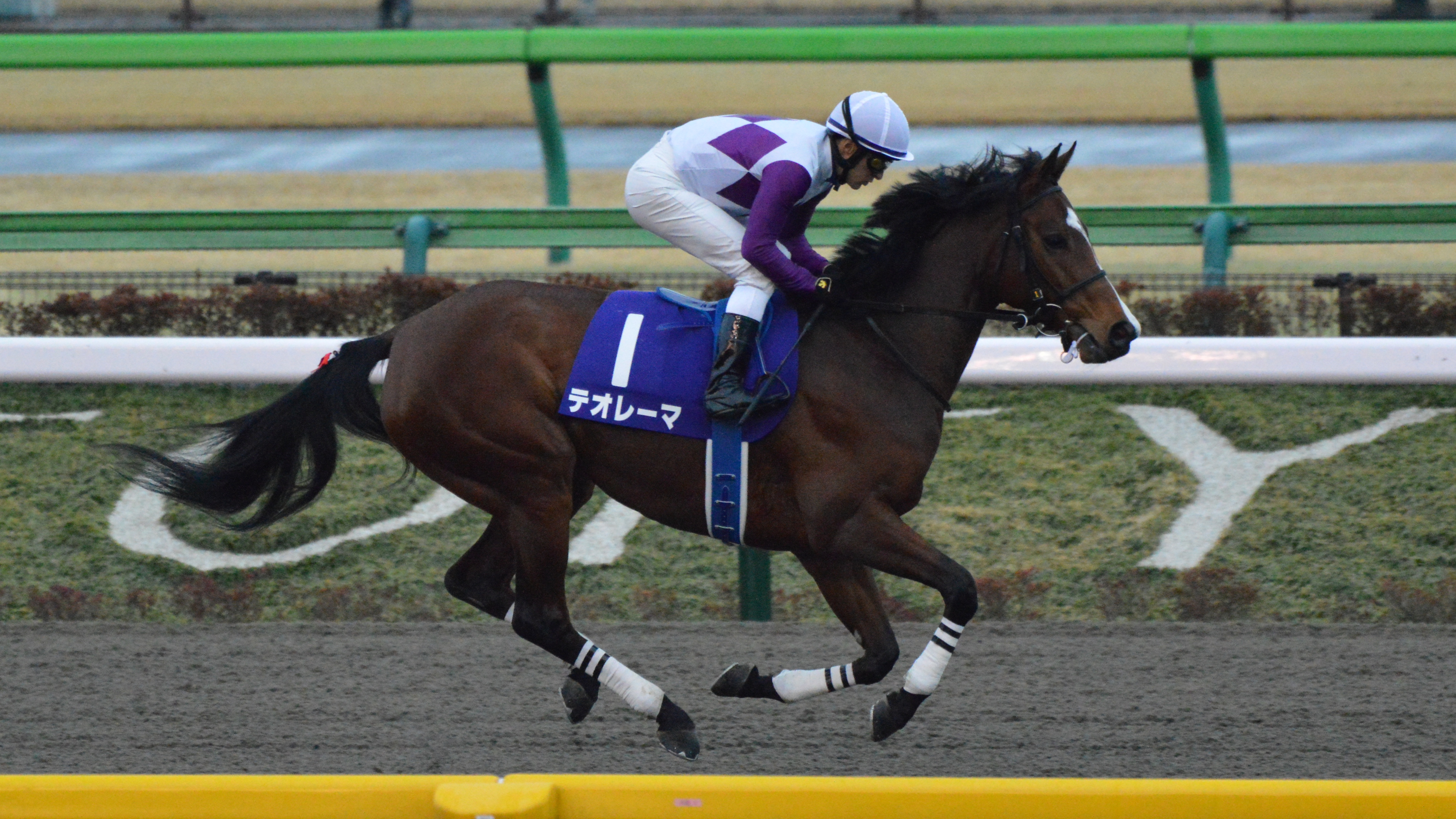
テオレーマ

重賞優勝産駒は初年度産駒に留まらず、複数世代に及んでいる。特に2018年産、3年目産駒のダノンザキッドは2020年のホープフルステークス（GI）を優勝し、同年のJRA賞最優秀2歳牡馬を受賞。産駒として初めてとなるJRAGI優勝及びJRA賞受賞を果たした。

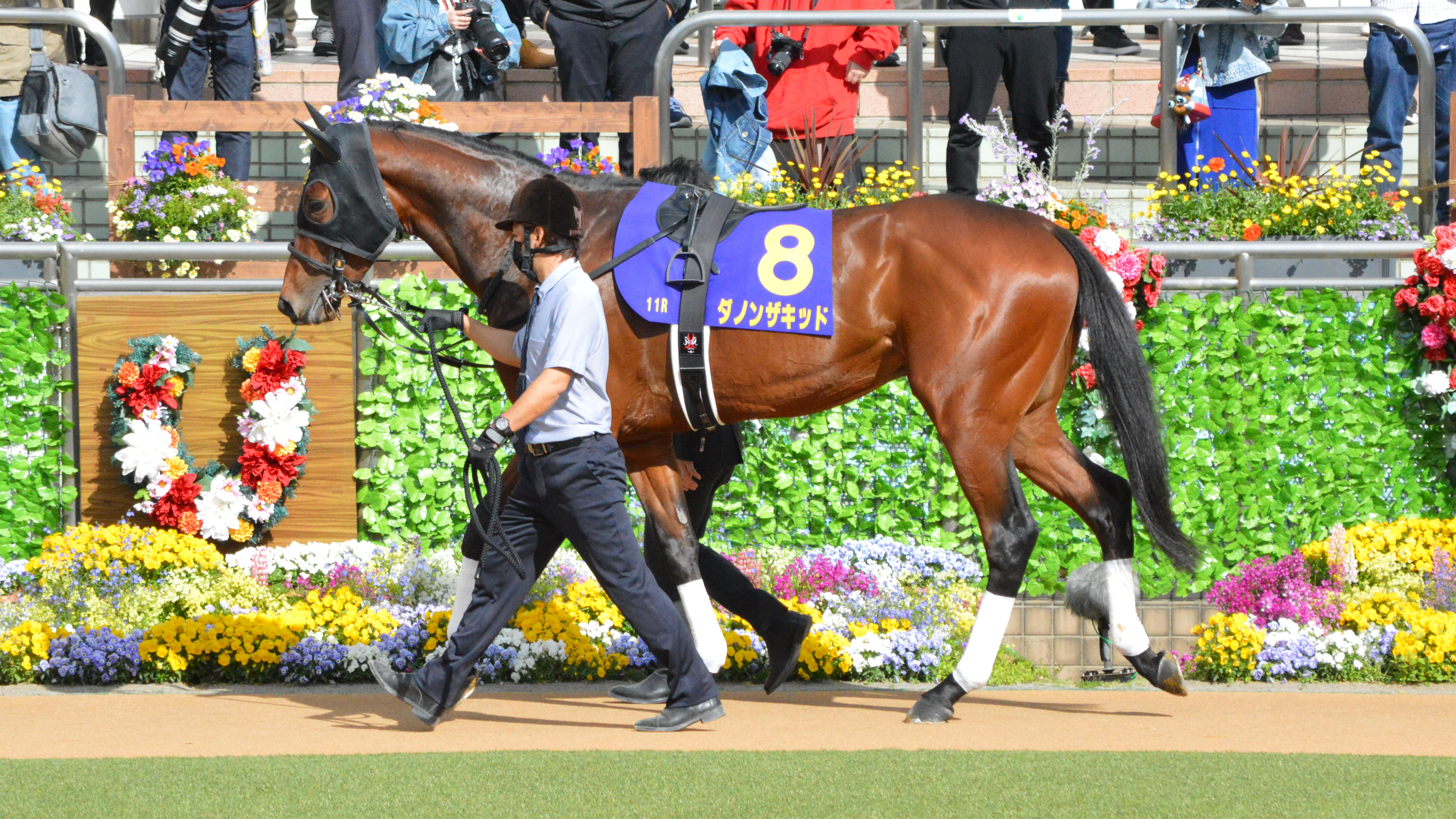
ダノンザキッド

## 競走成績
以下の内容は、netkeiba並びにJBISサーチ、『優駿』2015年2月号の情報に基づく。
| 競走日     | 競馬場     | 競走名        | 格   | 距離 （馬場） | 頭 数 | 枠 番 | 馬 番 | オッズ （人気） | 着順 | タイム （上り3F） | 着差 | 騎手         | 斤量 [kg] | 1着馬 （2着馬）        | 馬体重 [kg] |
| 2011.07.23 | 新潟       | 2歳新馬       |      | 芝1600m（良） | 16    | 7     | 14    | 006.4（04人）   | 01着 | R1:36.10（33.8）  | -0.8 | 福永祐一     | 54        | （ラパージュ）         | 494         |
| 0000.09.04 | 新潟       | 新潟2歳S      | GIII | 芝1600m（良） | 18    | 6     | 11    | 001.7（01人）   | 02着 | R1:33.90（32.6）  | -0.1 | 福永祐一     | 54        | モンストール           | 490         |
| 0000.11.19 | 東京       | 東スポ杯2歳S  | GIII | 芝1800m（不） | 15    | 8     | 14    | 007.4（03人）   | 04着 | R1:53.50（36.3）  | -0.8 | 後藤浩輝     | 55        | ディープブリランテ     | 488         |
| 2012.02.05 | 京都       | きさらぎ賞    | GIII | 芝1800m（良） | 13    | 6     | 8     | 006.9（03人）   | 04着 | R1:47.90（34.2）  | -0.9 | 秋山真一郎   | 56        | ワールドエース         | 492         |
| 0000.02.25 | 阪神       | アーリントンC | GIII | 芝1600m（良） | 13    | 8     | 13    | 004.1（02人）   | 01着 | R1:35.30（34.2）  | -0.1 | 福永祐一     | 56        | （オリービン）         | 482         |
| 0000.05.06 | 東京       | NHKマイルC    | GI   | 芝1600m（良） | 18    | 7     | 14    | 010.0（04人）   | 06着 | R1:35.30（34.2）  | -0.8 | 福永祐一     | 57        | カレンブラックヒル     | 474         |
| 0000.05.27 | 東京       | 東京優駿      | GI   | 芝2400m（良） | 18    | 7     | 14    | 112.9（15人）   | 11着 | R2:24.80（34.1）  | -1.0 | 秋山真一郎   | 57        | ディープブリランテ     | 482         |
| 0000.10.07 | 東京       | 毎日王冠      | GII  | 芝1800m（良） | 16    | 4     | 7     | 061.6（12人）   | 02着 | R1:45.00（33.0）  | -0.0 | 柴田善臣     | 54        | カレンブラックヒル     | 490         |
| 0000.10.28 | 東京       | 天皇賞（秋）  | GI   | 芝2000m（良） | 18    | 6     | 11    | 028.3（08人）   | 06着 | R1:57.80（34.0）  | -0.5 | 内田博幸     | 56        | エイシンフラッシュ     | 486         |
| 2013.01.05 | 中山       | 中山金杯      | GIII | 芝2000m（良） | 16    | 5     | 9     | 003.4（01人）   | 03着 | R1:59.90（34.5）  | -0.4 | 内田博幸     | 56.5      | タッチミーノット       | 486         |
| 0000.02.10 | 京都       | 京都記念      | GII  | 芝2200m（良） | 11    | 4     | 4     | 003.5（01人）   | 05着 | R2:13.20（34.2）  | -0.7 | 内田博幸     | 55        | トーセンラー           | 490         |
| 0000.03.09 | 中京       | 中日新聞杯    | GIII | 芝2000m（良） | 18    | 5     | 9     | 005.9（02人）   | 08着 | R2:00.30（35.3）  | -0.7 | D.バルジュー | 57        | サトノアポロ           | 486         |
| 0000.06.09 | 東京       | エプソムC     | GIII | 芝1800m（良） | 14    | 8     | 13    | 006.2（03人）   | 02着 | R1:45.70（32.7）  | -0.0 | 福永祐一     | 56        | クラレント             | 496         |
| 0000.08.11 | 新潟       | 関屋記念      | GIII | 芝1600m（良） | 18    | 8     | 16    | 002.8（01人）   | 02着 | R1:32.70（33.2）  | -0.2 | 福永祐一     | 56        | レッドスパーダ         | 506         |
| 0000.10.06 | 東京       | 毎日王冠      | GII  | 芝1800m（良） | 11    | 8     | 10    | 009.3（06人）   | 02着 | R1:46.80（32.7）  | -0.1 | 柴田善臣     | 56        | エイシンフラッシュ     | 498         |
| 0000.10.27 | 東京       | 天皇賞（秋）  | GI   | 芝2000m（良） | 17    | 4     | 7     | 015.5（05人）   | 01着 | R1:57.50（34.6）  | -0.7 | 福永祐一     | 58        | （ジェンティルドンナ） | 496         |
| 2014.03.02 | 中山       | 中山記念      | GII  | 芝1800m（稍） | 15    | 3     | 4     | 005.3（02人）   | 01着 | R1:49.80（36.6）  | -0.6 | 横山典弘     | 58        | （アルキメデス）       | 502         |
| 0000.03.29 | メイダン   | ドバイDF      | G1   | 芝1800m（Gd） | 13    |       | 2     |                 | 01着 | R1:45.52          |      | 福永祐一     | 57        | （Vercingetorix）      | 計不        |
| 0000.06.08 | 東京       | 安田記念      | GI   | 芝1600m（不） | 17    | 5     | 10    | 001.7（01人）   | 01着 | R1:36.80（37.1）  | -0.0 | 柴田善臣     | 58        | （グランプリボス）     | 498         |
| 0000.10.05 | ロンシャン | 凱旋門賞      | G1   | 芝2400m（Gd） | 20    | 14    | 7     |                 | 08着 |                   |      | 福永祐一     | 59.5      | Treve                  | 計不        |
| 0000.11.30 | 東京       | ジャパンC     | GI   | 芝2400m（良） | 18    | 1     | 1     | 006.7（03人）   | 02着 | R2:23.80（35.1）  | -0.7 | 福永祐一     | 57        | エピファネイア         | 498         |
| 0000.12.28 | 中山       | 有馬記念      | GI   | 芝2500m（良） | 16    | 8     | 15    | 004.6（03人）   | 04着 | R2:35.50（33.4）  | -0.2 | 福永祐一     | 57        | ジェンティルドンナ     | 504         |

- 馬場状態：Gd=Good
- タイム欄のRはレコード勝ちを示す

## 種牡馬成績

### 年度別成績
以下の内容は、JBISサーチの情報に基づく。
| 種付年度 | 種付頭数 | 生産頭数 | 血統登録頭数 | 出走頭数 | 勝馬頭数 | 重賞勝馬頭数 | AEI  | CPI  |
| -------- | -------- | -------- | ------------ | -------- | -------- | ------------ | ---- | ---- |
| 2015     | 220      | 138      | 138          | 123      | 89       | 5            | 1.44 |      |
| 2016     | 151      | 106      | 106          | 95       | 71       | 2            | 0.89 |      |
| 2017     | 121      | 78       | 75           | 62       | 41       | 1            | 1.25 |      |
| 2018     | 151      | 99       | 97           | 87       | 49       | 0            | 0.80 |      |
| 2019     | 214      | 140      | 138          | 116      | 52       | 2            | 1.10 |      |
| 2020     | 86       | 62       | 60           | 17       | 3        | －           | 1.07 |      |
| 2021     | 61       | 38       | 38           | 0        | －       | －           | －   |      |
| 2022     | 67       | 0        | 0            | 0        | －       | －           | －   |      |
| 合計     | 合計     | 合計     | 652          | 500      | 305      | 10           | 1.14 | 1.82 |

- 出走頭数、勝馬頭数、アーニングインデックス、コンパラブルインデックスは、平地競走に限る。
- 情報は、2023年8月7日時点。

### 重賞優勝産駒一覧

#### GI級競走優勝馬
GI級競走は、太字強調にて示す。
- 2016年産
  - テオレーマ（2021年マリーンカップ、JBCレディスクラシック、2022年TCK女王盃）母父:シーザスターズ[143]
- 2018年産
  - ダノンザキッド（2020年東京スポーツ杯2歳ステークス、ホープフルステークス）母父:ダンシリ[144]

#### グレード制重賞及びダートグレード競走優勝馬
- 2016年産
  - アドマイヤジャスタ（2020年函館記念）母父:エリシオ[145]
  - ロードマイウェイ（2019年チャレンジカップ）母父:ジャングルポケット[146]
  - アウィルアウェイ（2020年シルクロードステークス）母父:キングカメハメハ[147]
  - マスターフェンサー（2020年白山大賞典、名古屋グランプリ、2020-21年マーキュリーカップ）母父:デピュティミニスター[148]
- 2017年産
  - エーポス（2020年フィリーズレビュー）母父:スマートストライク[149]
  - ヴェルテックス（2021年名古屋グランプリ）母父:サクラバクシンオー[150]
- 2020年産
  - ガストリック（2022年東京スポーツ杯2歳ステークス）母父:カーリン[151]
  - コレペティトール（2024年京都金杯）母父:コロナドズクエスト
  - ヤマニンウルス（2024年プロキオンステークス、2025年東海ステークス）母父:スウェプトオーヴァーボード

#### 地方重賞優勝馬
- 2016年産
  - トランスナショナル（2023年オータムカップ）母父:エフィシオ
- 2017年産
  - グレースルビー（2024年ブルーリボンマイル、若草賞土古記念）母父:シルバーデュピティ
- 2020年産
  - ケープライト（2022年若駒賞、2023年イーハトーブマイル）母父:アドマイヤコジーン[152]
- 2021年産
  - トワイライトウェイ（2023年ジュニアグランプリ）母父:ラムタラ
- 2022年産
  - ウィルシャイン（2024年ローレル賞）母父:Speightstown

### 母の父としての産駒

#### グレード制重賞優勝馬
- 2022年産
  - ファンダム（2025年毎日杯）- 父サートゥルナーリア

## 血統表
| ジャスタウェイの血統      | ジャスタウェイの血統                                 | ジャスタウェイの血統               | （血統表の出典）                   | （血統表の出典） |
| 父系                      | サンデーサイレンス系（ヘイロー系）                   | サンデーサイレンス系（ヘイロー系） | サンデーサイレンス系（ヘイロー系） | [ § 2 ]          |
| 父 ハーツクライ 2001 鹿毛 | 父の父*サンデーサイレンス Sunday Silence 1986 青鹿毛 | Halo                               | Hail to Reason                     | Hail to Reason   |
| 父 ハーツクライ 2001 鹿毛 | 父の父*サンデーサイレンス Sunday Silence 1986 青鹿毛 | Halo                               | Cosmah                             |                  |
| 父 ハーツクライ 2001 鹿毛 | 父の父*サンデーサイレンス Sunday Silence 1986 青鹿毛 | Wishing Well                       | Understanding                      | Understanding    |
| 父 ハーツクライ 2001 鹿毛 | 父の父*サンデーサイレンス Sunday Silence 1986 青鹿毛 | Wishing Well                       | Mountain Flower                    |                  |
| 父 ハーツクライ 2001 鹿毛 | 父の母アイリッシュダンス 1990 鹿毛                   | *トニービン                        | *カンパラ                          | *カンパラ        |
| 父 ハーツクライ 2001 鹿毛 | 父の母アイリッシュダンス 1990 鹿毛                   | *トニービン                        | Severn Bridge                      |                  |
| 父 ハーツクライ 2001 鹿毛 | 父の母アイリッシュダンス 1990 鹿毛                   | *ビューパーダンス                  | Lyphard                            | Lyphard          |
| 父 ハーツクライ 2001 鹿毛 | 父の母アイリッシュダンス 1990 鹿毛                   | *ビューパーダンス                  | My Bupers                          |                  |
| 母 シビル 1999 鹿毛       | 母の父Wild Again 1980 黒鹿毛                         | Icecapade                          | Nearctic                           | Nearctic         |
| 母 シビル 1999 鹿毛       | 母の父Wild Again 1980 黒鹿毛                         | Icecapade                          | Shenanigans                        |                  |
| 母 シビル 1999 鹿毛       | 母の父Wild Again 1980 黒鹿毛                         | Bushel-n-Peck                      | Khaled                             | Khaled           |
| 母 シビル 1999 鹿毛       | 母の父Wild Again 1980 黒鹿毛                         | Bushel-n-Peck                      | Dama                               |                  |
| 母 シビル 1999 鹿毛       | 母の母*シャロン Charon 1987 栗毛                     | Mo Exception                       | Hard Work                          | Hard Work        |
| 母 シビル 1999 鹿毛       | 母の母*シャロン Charon 1987 栗毛                     | Mo Exception                       | With Exception                     |                  |
| 母 シビル 1999 鹿毛       | 母の母*シャロン Charon 1987 栗毛                     | Double Wiggle                      | Sir Wiggle                         | Sir Wiggle       |
| 母 シビル 1999 鹿毛       | 母の母*シャロン Charon 1987 栗毛                     | Double Wiggle                      | Blue Double                        |                  |
| 母系(F-No.)               | (FN:2-n)                                             | (FN:2-n)                           | (FN:2-n)                           | [ § 3 ]          |
| 5代内の近親交配           | なし                                                 | なし                               | なし                               | [ § 4 ]          |
| 出典                      | 1. 2. 3. 4.                                          | 1. 2. 3. 4.                        | 1. 2. 3. 4.                        | 1. 2. 3. 4.      |